# موريسي
ستيفن باتريك موريسي (/ˈmɒrɪsi/ MORR-iss-ee; ولد 22 مايو 1959)، يعرف باسم موريسي (بالإنجليزية: Morrissey)، هو موسيقي وملحن ومغن مؤلف ومغني وشاعر بريطاني، ولد في 22 مايو 1959 في دافيهولم ‏ في المملكة المتحدة. ظهر للواجهة كمغني رئيسي وكاتب كلمات فرقة الروك ذا سميثز، الذين كانوا نشطين من 1982 إلى 1987. منذ ذلك الحين، تابع مسيرة فردية ناجحة. تتميز موسيقى موريسي بصوته باريتون وكلماته المميزة التي تتكرر فيها مواضيع العزلة العاطفية، والشوق الجنسي، والفكاهة الذاتية والساخرة، والمواقف المعارضة للمؤسسة.
وُلِد موريسي في عائلة إيرلندية من الطبقة العاملة في ديفيهولمي، لانكشر، إنجلترا؛ عاشت العائلة في كوينز كورت بالقرب من دير لوريتو في هولمي وعملت والدته في صالة بنغو هول هيبودروم هولمي القريبة. انتقلوا بسبب دمار معظم المنازل التي تعود لفترة العصر الفيكتوري في هولمي، في ما يعرف بـ 'إخلاء الأحياء الفقيرة'، ونشأ في سترتفورد. كمراهق، طور حبًا للأدب وموسيقى البوب في الستينات. في أواخر السبعينات، قاد فرقة بانك تسمى النوزبلدز دون نجاح يُذكر قبل أن يبدأ مهنة في صحافة الموسيقى وكتابة العديد من الكتب حول الموسيقى والأفلام في أوائل الثمانينات. (قال موريسي لاحقًا، في عام 2024، إنه "لم ينضم أبدًا" إلى النوزبلدز.) أسّس موريسي فرقة "ذا سميثز" مع جوني مار في عام 1982، وسرعان ما نالت الفرقة شهرة وطنية بفضل ألبومها الأول الذي حمل اسمها. وبصفته قائد الفرقة، لفت موريسي الأنظار بتسريحة شعره المميزة وكلماته الذكية المفعمة بالسخرية. وقد تعمّد الابتعاد عن أنماط موسيقى الروك التقليدية، مجسّدًا صورة "الدخيل الاجتماعي" الغامض جنسيًا، الذي يحتفي بالعزوبة. أصدرت "ذا سميثز" ثلاثة ألبومات استوديو أخرى: *اللحم هو القتل*، *الملكة في حالة وفاة*، و*طرق غريبة، ها نحن نأتي*، وحققت خلالها سلسلة من الأغاني الناجحة. نالت الفرقة إشادة نقدية واسعة وجمعت حولها قاعدة جماهيرية مخلصة. لكن الخلافات الشخصية بين موريسي ومار أدت إلى انفصال الفرقة في عام 1987.
في عام 1988، أطلق موريسي مسيرته الفردية مع Viva Hate. هذا الألبوم وتتابعاته—Kill Uncle (1991)، Your Arsenal (1992)، وVauxhall and I (1994)—جميعها حققت نجاحًا على قائمة الألبومات في المملكة المتحدة وأنتجت العديد من الأغاني الفردية الناجحة. وعمل مع ألين وايت وبوز بورير ككاتبي أغانيه الرئيسيين ليحلوا محل مار. خلال هذه الفترة بدأ صورته بالتغير لتصبح شخصية أكثر قوة يلعب بالرمزية الوطنية والرجولة الطبقة العاملة. في منتصف وأواخر التسعينيات، حققت ألبوماته Southpaw Grammar (1995) وMaladjusted (1997) ترتيبًا على القوائم ولكنها لم تلقَ استقبالًا جيدًا. انتقل إلى لوس أنجلوس وأخذ استراحة موسيقية من عام 1998 إلى 2003 قبل إصدار ألبوم عودة ناجح، You Are the Quarry، في عام 2004. وشهدت السنوات التالية إصدار ألبومات Ringleader of the Tormentors (2006)، Years of Refusal (2009)، World Peace Is None of Your Business (2014)، Low in High School (2017)، California Son (2019)، وI Am Not a Dog on a Chain (2020)، بالإضافة إلى سيرته الذاتية (2013) وروايته الأولى، List of the Lost (2015).
يُعتَبَر موريسي شخصية محورية ذات تأثير كبير في بروز إيندي بوب، إيندي روك، وبريت بوب. في استطلاع أجرته عرض الثقافة على بي بي سي عام 2006، تم التصويت لموريسي كثاني أعظم أيقونة ثقافية بريطانية حية. لقد كان عمله موضوع دراسة أكاديمية. كان شخصية مثيرة للجدل طوال مسيرته الموسيقية بسبب آرائه الصريحة وطبيعته الجريئة، مؤيدًا النباتية وحقوق الحيوان وناقدًا للملكية والساسة البارزين. كما دعم النشاط اليميني المتشدد فيما يتعلق بالتراث البريطاني، ودافع عن رؤية معينة للهوية الوطنية بينما انتقد آثار الهجرة على المملكة المتحدة.

## النشأة

### 1959–1976: الطفولة
ستيفن باتريك موريسي ولد في 22 مايو 1959 في مستشفى بارك في دافيهولم، لانكشر. والديه، إليزابيث (الملقبة دواير) وبيتر موريسي، كانوا أيرلنديون كاثوليك هاجروا إلى مانشستر من دبلن مع شقيقته الوحيدة، الأخت الكبرى جاكلين، قبل ولادته بسنة. يدعي موريسي أنه سمي على اسم الممثل الأمريكي ستيف كوكران، على الرغم من أنه قد يكون قد سمي بدلاً من ذلك تكريماً لعم والده الذي توفي في الطفولة، باتريك ستيفن موريسي. كان منزله الأول عبارة عن بيت مجلس في 17 شارع هاربر في منطقة كوينز سكوير في هولم، مانشستر الداخلية، منذ هدم. أثناء العيش في تلك المنطقة كطفل، تأثر بشدة بـقتلة مورس، حيث قُتل عدد من الأطفال المحليين؛ تركت الجرائم انطباعًا دائمًا عليه وألهمت كلمات أغنية "Suffer Little Children" لفرقة السميثز. كما أنه أصبح واعيًا بـمعاداة الأيرلنديين في المجتمع البريطاني ضد المهاجرين الأيرلنديين إلى بريطانيا. في 1970، بعد "إخلاء الأحياء الفقيرة" للمنازل الفيكتورية في هولم، انتقلت العائلة إلى بيت مجلس آخر في 384 طريق كينغ في سترتفورد.

#### التعليم
بعد التعليم الابتدائي في مدرسة سانت ويلفريد الابتدائية، فشل موريسي في امتحان 11-بلس وانتقل إلى مدرسة سانت ماري الثانوية الحديثة، وهي تجربة وجدها غير سارة. تفوق في ألعاب القوى، رغم أنه كان وحيد غير محبوب في المدرسة. غادر المدرسة في عام 1975 دون أن يحصل على أي مؤهلات رسمية. واصل تعليمه في كلية ستريتفورد التقنية، حيث حصل على ثلاثة مستويات O في الأدب الإنجليزي وعلم الاجتماع والمقالة العامة.
في عام 1985، قدم جولة في مانشستر لبرنامج عرض طريق أوكسفورد وتحدث بحب عن سانت ويلفريد، بما في ذلك لقاءه مع معلميه السابقين وتصفح ألبوم صور. في وقت لاحق من الجولة، وصل إلى سانت ماري ووصفها بعبارات سلبية للغاية، مغلقًا بتهكم مع "لا ينصح بها." لقد كان ينتقد تعليمه الرسمي، وقال لاحقًا: "التعليم الذي تلقيته كان شرًا وبشراسة. كل ما تعلمته كان أن لا أمتلك احترامًا للذات وأن أشعر بالخجل دون معرفة السبب." كما تحدث عن تعرضه لـ عقوبة بدنية كطالب، وهو الموضوع الذي تناوله فريق سميث في أغنيتهم لعام 1985 "طقوس المدير". يعتبر التعليم موضوعاً متكرراً في كلماته، مثل أغنية "المعلمون يخافون من التلاميذ" من ألبوم قواعد ساوثباو (1995) ونسخة الأغنية الإضافية من سنوات الرفض بعنوان "بسبب تعليمي الفاشل" (2009). كان العنوان الأول لألبومه الفردي الأول تحيا الكراهية هو التعليم بالعكس وقد أُصدر في البداية في أستراليا تحت هذا العنوان، على الرغم من أنه تم تصحيحه لاحقًا.

#### الحياة الأسرية والتأثيرات
في عام 1975، سافر إلى الولايات المتحدة لزيارة عمة كانت تعيش في جزيرة ستاتن. كانت العلاقة بين والديه متوترة، وفي النهاية انفصلا في ديسمبر 1976، حيث غادر والده منزل العائلة.
شجعت والدة موريسي، التي كانت أمينة مكتبة، اهتمام ابنها بالقراءة. أبدى اهتمامًا بالأدب النسوي، مشيرًا إلى أمثلة مثل مارجوري روزين، مولي هاسكيل وسوزان براون ميلر في مقابلة عام 1983 مع موسيقى إكسبرس جديدة. أحب بشكل خاص الكاتب الأيرلندي أوسكار وايلد، الذي أصبح يعتبره قدوة. كان موريسي الشاب من معجبي المسلسل التلفزيوني شارع كورونيشن، الذي ركز على المجتمعات العاملة في مانشستر؛ أرسل نصوصًا مقترحة وخطوط قصص إلى شركة إنتاج البرنامج، تلفزيون غرناطة، ولكن تم رفضها جميعًا. كان أيضًا من معجبي A Taste of Honey لـ شيلاغ ديلاني وتكييفه السينمائي عام 1961، الذي كان دراما تركز على حياة الطبقة العاملة في سالفورد. اقتبست العديد من أغانيه اللاحقة بشكل مباشر من A Taste of Honey.
من شبابه، قال موريسي، "الموسيقى الشعبية كانت كل ما أملك، وكانت متشابكة تمامًا مع صورة نجم البوب. أتذكر شعوري أن الشخص الذي يغني كان بالفعل معي ويفهمني ويفهم حالتي."  وكشف لاحقًا أن أول تسجيل اشتراه كان أغنية مريان فيثفول لعام 1965 "تعال وابقَ معي". أصبح معجبًا بـ جلام روك في السبعينيات، مستمتعًا بأعمال فنانين إنجليز مثل T. Rex، ديفيد بوي وRoxy Music. كما كان معجبًا بفنانين أمريكيين من الجلام روك مثل Sparks وJobriath وNew York Dolls. وشكّل نادي معجبين بريطاني للأخير، مستقطبًا الأعضاء من خلال إعلانات صغيرة في الصفحات الخلفية لمجلات الموسيقى. ومن خلال اهتمام New York Dolls بمغنيات البوب الإناث من الستينيات، طور موريسي أيضًا افتتانًا بهؤلاء الفنانات، بما في ذلك ساندي شو (مغنية)، توينكل، ودوستي سبرينغفيلد.

### 1977–1981: الفرق الأولى والكتب المنشورة

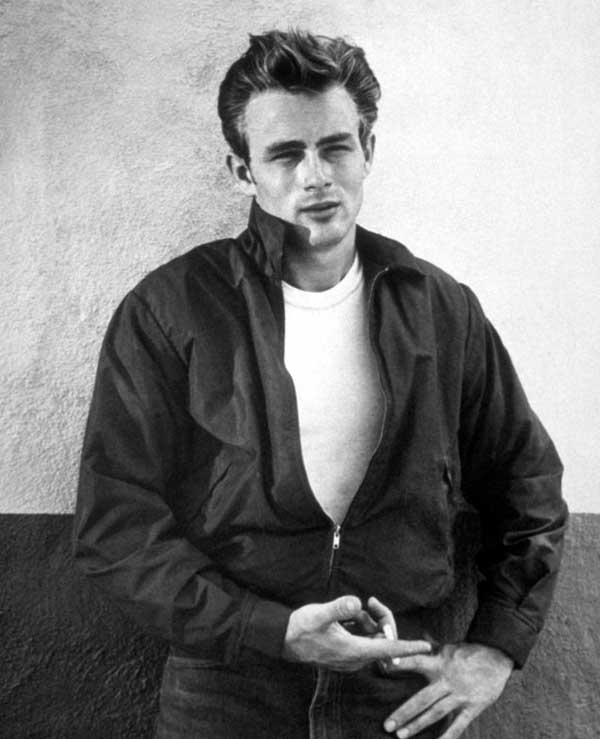
موريسي عَبَدَ الممثل السينمائي الأمريكي جيمس دين ونشر كتابًا عنه.

بعد مغادرة التعليم الرسمي، تنقل موريسي بين سلسلة من الوظائف، ككاتب في الخدمة المدنية ثم في مصلحة الضرائب، كموظف مبيعات في متجر تسجيلات، وكناقل في المستشفى، قبل أن يتخلى عن العمل ويطالب بـ إعانات البطالة. استخدم موريسي الكثير من المال من هذه الوظائف لشراء تذاكر للحفلات، حيث حضر عروض رؤوس متكلمة، رامونز، وBlondie. اعتاد حضور الحفلات الموسيقية بانتظام، وكان لديه اهتمام خاص بموسيقى البديل وما بعد البانك. بعد أن التقى بالعازف بيلي دوفي (كاتب أغاني) في نوفمبر 1977، وافق موريسي على أن يكون مغنيًا لفرقة دوفي البانك "ذو نوزبلدس"، رغم أن موريسي صرح لاحقًا، في 2024، بأنه "لم ينضم أبدًا" إلى الفرقة. شارك موريسي في كتابة عدد من الأغاني مع الفرقة—"Peppermint Heaven"، "I Get Nervous"، و"I Think I'm Ready for the Electric Chair"—وأدى معهم في عروض داعمة لـ "Jilted John" ثم "Magazine". سرعان ما تفككت الفرقة.
لقد أصبح يُعرف كشخصية ثانوية في مجتمع البانك في مانشستر. بحلول عام 1981، أصبح صديقًا مقربًا لـ ليندر ستيرلنج، قائدة فرقة البانك-جاز لودوس؛ كلماتها وأسلوب غنائها أثرا عليه. من خلال ستيرلنج، تعرف على هوارد ديفوتو وريتشارد بون. في ذلك الوقت، كان أقرب أصدقاء موريسي من الذكور هو جيمس ميكر؛ كان يزور ميكر في لندن أو كانا يلتقيان في مانشستر، حيث كانا يزوران الحانات والنوادي الليلية في المدينة، وفي إحدى الحالات اضطرا للهرب من عصابة تهاجم المثليين.
يريد أن يصبح كاتبًا محترفًا، فكر موريسي في مهنة في صحافة الموسيقى. كان يكتب بشكل متكرر رسائل إلى الصحافة الموسيقية وتم توظيفه في نهاية المطاف من قبل مجلة المراجعة الموسيقية الأسبوعية ريكورد ميرور. كتب عدة كتب قصيرة لناشر محلي وهو شركة بابيلون للكتب: في عام 1981 أصدر كتيبًا من 24 صفحة كان قد كتبه عن فرقة نيويورك دولز، والذي باع 3000 نسخة. تبع ذلك جيمس دين ليس ميتا، عن نجم الفيلم الأمريكي الراحل جيمس دين. كان موريسي قد طور حبًا لدين وغطى غرفته بصور النجم السينمائي الراحل.

## السميثز

### 1982–1984: تأسيس السميثز
في أغسطس 1978، قدّم موريسي لفترة وجيزة إلى جوني مار البالغ من العمر 14 عامًا بواسطة معارف مشتركة في حفل باتي سميث الذي أقيم في مسرح أبولو في مانشستر. بعد عدة سنوات، في مايو 1982، ظهر مار على عتبة باب منزل موريسي، ليطلب منه إذا كان مهتمًا بتأسيس فرقة معه. كان مار معجبًا بأن موريسي ألف كتابًا عن نيويورك دولز، واستلهم القدوم إلى باب منزله متبعًا مثال جيري ليبير، الذي أسس شراكته مع مايك ستولر بعد أن ذهب إلى باب منزله. وفقًا لموريسي: "تفاهمنا بشكل رائع. كنا متشابهين جدًا في الحماسة". في اليوم التالي، اتصل موريسي بمار لتأكيد اهتمامه بتشكيل فرقة معه. ستيف بومفريت - الذي كان أول عازف بيس في الفرقة - سرعان ما ترك الفرقة، ليتم استبداله بديل هيبرت. حوالي وقت تشكيل الفرقة، قرر موريسي أن يعرف علنًا باسمه الأخير فقط، حيث كان مار يشير إليه بـ "موزر" أو "موز". وفي عام 1983، منع من حوله من استخدام اسم "ستيفن"، الذي كرهه. كما كان موريسي المسؤول عن اختيار اسم الفرقة "السميثز"، وأخبر لاحقًا أحد المحاورين أن "كان الاسم الأكثر اعتيادية واعتقدت أن الوقت قد حان ليظهر الناس العاديون وجوههم في العالم".
إلى جانب تطوير أغانيهم الخاصة، قاموا أيضًا بتطوير غلاف لأغنية "I Want a Boy for My Birthday" لفرقة ذا كوكيز، والتي عكست رغبتهم المتعمدة في تجاوز الأعراف السائدة للجنس والجنسانية في موسيقى الروك بطريقة مستوحاة من فرقة نيويورك دولز. في أغسطس 1982، قاموا بتسجيل أول ديمو لهم في استوديوهات ديكيبل في مانشستر، وأخذ موريسي تسجيل الديمو إلى مصنع التسجيلات، ولكنهم لم يكونوا مهتمين. في أواخر صيف 1982، تم تبني مايك جويس كعازف الطبول للفرقة بعد اجتياز اختبار ناجح. في أكتوبر 1982، قدموا بعد ذلك أول أداء علني لهم، كفرقة دعم لبلو روندو آ لا تورك في ذا ريتز في مانشستر. ومع ذلك، كان هيبرت غير سعيد بما كان يراه مظهرًا مثليًا للفرقة؛ وفي المقابل، كان موريسي ومار غير سعيدين بعزفه على الجيتار، لذلك تمت إزالته من الفرقة واستبداله بصديق مار القديم من المدرسة آندي رورك.

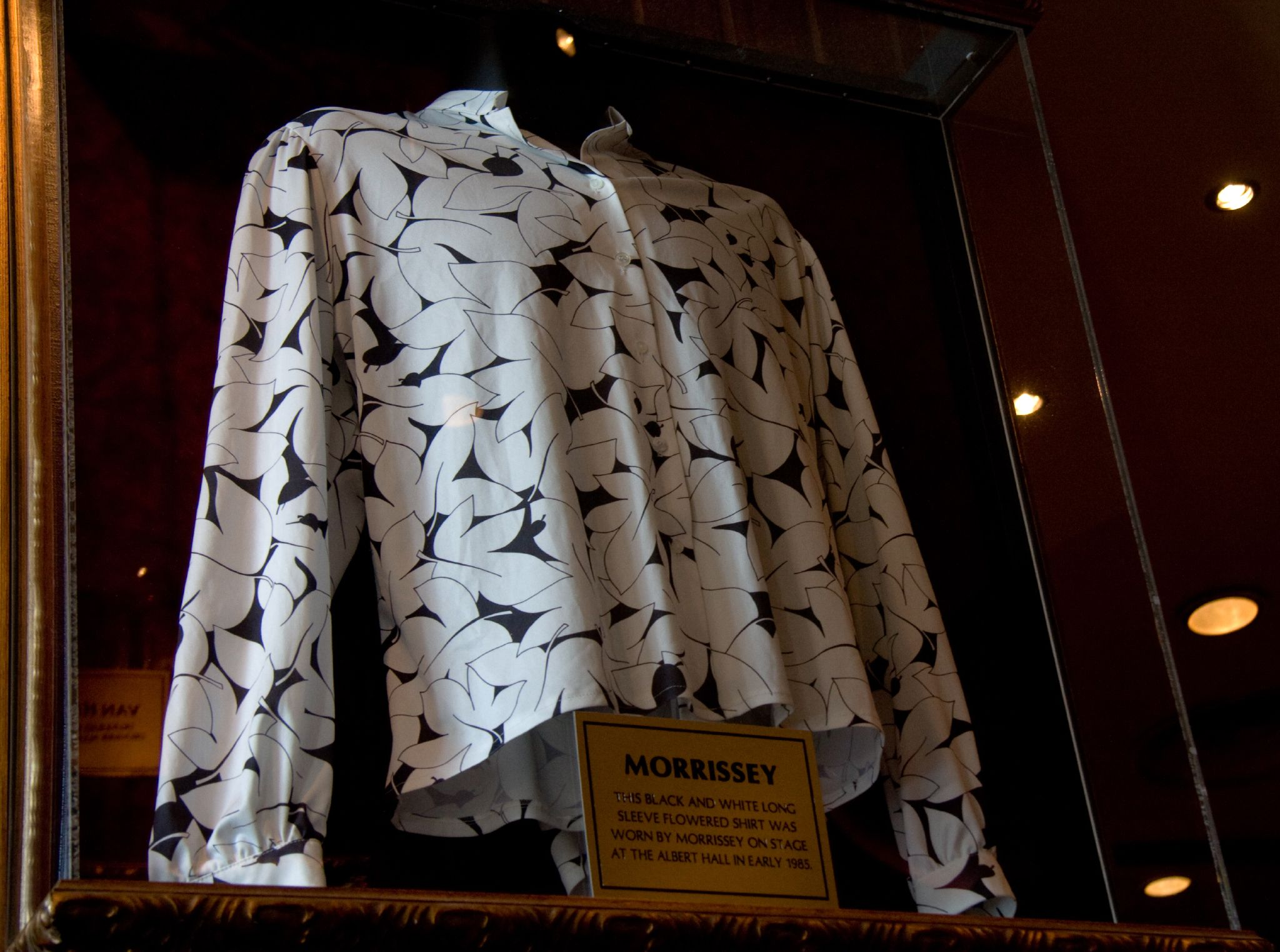
قميص نموذجي ارتداه موريسي على المسرح في الثمانينيات، معروض في مقهى هارد روك كافيه برشلونة

بعد أن رفضت شركة التسجيلات EMI التعاون معهم، زار موريسي ومار لندن لتسليم شريط تسجيلاتهم إلى جيف ترافيس من شركة التسجيلات المستقلة راف تريد ريكوردز. وعلى الرغم من عدم توقيعهم على عقد مباشرة، وافق على إصدار أغنيتهم "Hand in Glove" كأغنية منفردة. اختار موريسي تصميم غلاف Homoerotic في صورة تصوير فوتوغرافي بواسطة جيم فرينش. تم إصدارها في مايو 1983. سرعان ما أثارت الفرقة جدلاً عندما زعم غاري بوشل من الصحيفة الصفراء ذا صن أن أغنيتهم الخلفية "Handsome Devil" كانت تشجيعًا على البيدوفيليا. نفت الفرقة ذلك، حيث صرح موريسي أن الأغنية "ليس لها أي علاقة بالأطفال، وبالتأكيد لا علاقة لها بالاعتداء على الأطفال". في أعقاب أغنيتهم المنفردة، قدمت الفرقة أول حفل مهم لها في لندن، وحصلت على بث إذاعي من خلال جلسة جون بيل (صحفي)، وحصلت على أول مقابلات لها في مجلات الموسيقى موسيقى إكسبرس جديدة وSounds.
الأغنيتان الفرديتان التاليتان "هذا الرجل الساحر" و"ما الفرق الذي يحدثه؟" حققتا أداءً أفضل عندما وصلتا إلى الأرقام 25 و12 على التوالي في قائمة الفردي في المملكة المتحدة. بمساعدة الثناء من الصحافة الموسيقية وسلسلة من جلسات الاستوديو لجلسات جون بيل وديفيد جنسن في راديو بي بي سي 1، بدأت فرقة السمثس في اكتساب قاعدة جماهيرية مخلصة. في فبراير 1984 أصدروا ألبومهم الأول، السمثس، الذي وصل إلى رقم 2 على اللائحة الأسبوعية للألبومات الأعلى مبيعا في المملكة المتحدة.
قام موريسي—الموصوف بأنه "نحيل، ناعم الكلام، ذو تسريحة كويف ونظارات"—بتحطيم العديد من المعايير المرتبطة بموسيقى البوب والروك. إن البساطة الجمالية للفرقة كانت ردة فعل على الإفراط الذي جسده الرومانسيون الجدد، وبينما تبنى موريسي مظهراً خنثوياً مثل الرومانسيين الجدد أو الروكرز السابقين، كان مظهره أكثر دقة وهدوءًا. وفقاً لمعلق واحد، "كان مثقفاً؛ ارتدى نظارات الخدمات الصحية الوطنية ومعين سمع على المسرح؛ كان عازباً. والأسوأ من ذلك، كان جاداً بصدق"، مع أن موسيقاه كانت "كئيبة لدرجة أنها خطر فكري، ساخرة بإغراء مستمعيها . . . إلى علاقة معه ومع موسيقاه بدلاً من العالم." في ورقة أكاديمية عن الفرقة، وصفها Julian Stringer بأنها "واحدة من أكثر الفرق السياسية في بريطانيا".، بينما في دراسته لأعمالهم، وصفهم Andrew Warnes بأنها "الفرقة الأكثر معاداة للرأسمالية". كان موريسي صريحاً بشكل خاص في انتقاده لرئيسة الوزراء آنذاك مارغريت ثاتشر؛ بعد تفجير فندق برايتون في أكتوبر 1984، علّق بأن "الحزن الوحيد" له كان "أن ثاتشر نجت دون أن تصاب بأذى". في عام 1988، صرح أن المادة 28 "تجسد طبيعة ثاتشر ذاتها وكراهيتها الطبيعية تماماً".

### 1984–1987: النجاح المتزايد لفرقة ذا سميثز
في عام 1984، أصدرت الفرقة أغنيتين منفردتين غير تابعتين لألبوم: "Heaven Knows I'm Miserable Now" (أول أغنية لها تصل إلى المراكز العشرة الأولى في المملكة المتحدة) و"William، It Was Really Nothing". انتهى العام مع ألبوم التجميع Hatful of Hollow. جمع هذا الألبوم الأغاني المنفردة والمقطوعات الثانوية والإصدارات من الأغاني التي تم تسجيلها طوال العام السابق لعروض بيل وجنسن. في أوائل عام 1985، أصدرت الفرقة ألبومها الثاني، Meat Is Murder، والذي كان الألبوم الوحيد الخاص بها الذي تصدر قوائم الألبومات في المملكة المتحدة. وصلت الأغنية التي أُصدرت منفردة فقط "Shakespeare's Sister" إلى المرتبة 26 على لائحة الأغاني الفردية في المملكة المتحدة، رغم أن الأغنية الوحيدة المأخوذة من الألبوم، "That Joke Isn't Funny Anymore"، كانت أقل نجاحًا، حيث بالكاد دخلت ضمن أفضل 50. كانت "How Soon Is Now؟" في الأصل مقطوعة جانبية لـ "William، It Was Really Nothing"، وتم تضمينها لاحقًا في Hatful of Hollow وفي النسخ الأمريكية والكندية والأسترالية وإصدار وارنر المملكة المتحدة لألبوم Meat Is Murder. تم إصدار "How Soon Is Now؟" في وقت متأخر كأغنية منفردة في المملكة المتحدة في عام 1985، وبلغت المرتبة 24 على لائحة الأغاني الفردية في المملكة المتحدة.
خلال عام 1985، قامت الفرقة بجولات طويلة في المملكة المتحدة والولايات المتحدة أثناء تسجيل الألبوم الاستوديوي التالي، الملكة ميتة. تم إصدار الألبوم في يونيو 1986، بعد فترة وجيزة من إصدار الأغنية المنفردة "Bigmouth Strikes Again". وصل الألبوم إلى المرتبة الثانية في قوائم المملكة المتحدة. لم تكن الأمور تسير على ما يرام داخل الفرقة. نزاع قانوني مع Rough Trade قد أخر الألبوم لمدة تقارب سبعة أشهر (كان قد تم الانتهاء منه في نوفمبر 1985)، وبدأ مَرْ يشعر بالإجهاد بسبب جدول الجولات والتسجيلات المرهق للفرقة. في الوقت نفسه، تم طرد روُرك في أوائل عام 1986 بسبب استخدامه الهيروين. تمت استبدال روُرك مؤقتًا على الجيتار باس بـ كرايغ جانون، لكنه أُعيد إلى الفرقة بعد أسبوعين فقط. بقي جانون في الفرقة، وانتقل إلى الجيتار الإيقاعي. سجلت هذه المجموعة المكونة من خمس أفراد الأغاني الفردية "Panic" و "Ask" (مع كيرستي ماكول في الغناء الخلفي) التي وصلت إلى المراتب 11 و14 على التوالي في قائمة الأغاني الفردية في المملكة المتحدة، وجالت في المملكة المتحدة. بعد انتهاء الجولة في أكتوبر 1986، غادر جانون الفرقة. أصبحت الفرقة محبطة بسبب Rough Trade وسعت للحصول على صفقة تسجيل مع شركة كبرى، وفي النهاية وقعت مع EMI، وهو ما جلب انتقادات من بعض قاعدة معجبي الفرقة.
في أوائل عام 1987، تم إصدار الأغنية المنفردة "لصوص المحال يتحدون العالم" ووصلت إلى المرتبة 12 في جدول أغاني الفرديات في المملكة المتحدة. تبعها ألبوم تجميعي ثانٍ، العالم لن يستمع، الذي وصل إلى المرتبة 2 في الجداول—والأغنية المنفردة "شيلا انحنِ الآن"، ثاني (وآخر خلال حياتهم كفرقة) أغنية تصل إلى المراكز العشرة الأولى في المملكة المتحدة. على الرغم من استمرار نجاحهم، فإن الخلافات الشخصية داخل الفرقة—بما في ذلك العلاقة المتوترة بشكل متزايد بين موريسي ومار—جعلتهم على وشك الانفصال. في يوليو 1987، غادر مار الفرقة وأثبتت الاختبارات للعثور على بديل أنها غير مجدية.
بحلول الوقت الذي صدر فيه الألبوم الرابع للفرقة Strangeways، Here We Come في سبتمبر، كانت الفرقة قد تفككت. نسب موريسي تفكك الفرقة إلى غياب شخصية إدارية - في مقابلة عام 1989 مع المعجب المراهق حينها تيم سامويلز. حقق Strangeways المركز الثاني في المملكة المتحدة، لكنه كان مجرد نجاح بسيط في الولايات المتحدة، رغم أنه كان أكثر نجاحاً هناك من ألبومات الفرقة السابقة.

## مسيرة منفردة

### 1988–1991: العمل الفردي المبكر
عدة أشهر قبل تفكك سميثس، قام موريسي بتجنيد ستيفن ستريت كمنتج شخصي وشريك جديد في كتابة الأغاني، بحيث يمكنه بدء مسيرته الفردية. بحلول سبتمبر 1987، كان قد بدأ العمل على ألبومه الفردي الأول، فيفا هيت، في استوديوهات وول هول بالقرب من Bath؛ وتم تسجيله مع الموسيقيين فيني ريلي وأندرو باريسي. بدلاً من استخدام صور مسبقة للمشاهير، كما فعلت أغلفة ألبومات وأغاني السميثس، تميزت غلاف فيفا هيت بصورة لموريسي التقطها أنطون كربيجن. في فبراير 1988، أصدرت شركة إي إم آي أول أغنية منفردة من هذا الألبوم، "Suedehead"، التي وصلت إلى المرتبة الخامسة في قائمة الأغاني الفردية البريطانية، وهي مرتبة أعلى من أي أغنية منفردة لسميثس قد حققتها. الأغنية الثانية من الألبوم، "Everyday Is Like Sunday"، تم إصدارها في يونيو ووصلت إلى المرتبة التاسعة. وصل الألبوم إلى المرتبة الأولى في قوائم الألبومات في المملكة المتحدة. أما الأغنية الأخيرة في الألبوم، "Margaret on the Guillotine"، فقد تضمنت أوصافًا لثاتشر أثناء عمليات الإعدام؛ ردًا على ذلك، اتهم عضو البرلمان المحافظ جيفري ديكنز موريسي بالتورط في شبكة إرهابية وقامت الشرطة بالبحث في منزله في مانشستر.
أول أداء منفرد لـ موريسي كان في قاعة Civic بـ ولفرهامبتن في ديسمبر 1988. وجذب الحدث حشوداً كبيرة، حيث لاحظ صحفي NME جيمس براون أن "الإثارة والجو داخل القاعة كانا شيئًا لم أشهده في أي حدث عام من قبل". بعد Viva Hate، أصدر موريسي أغنيتين منفردتين جديدتين؛ كانت "The Last of the Famous International Playboys" عن التوأم كراي، العصابات الذين عملوا في الطرف الشرقي من لندن، ووصلت إلى المرتبة 6 في قائمة الأغاني المنفردة في المملكة المتحدة. تلته أغنية "Interesting Drug"، التي وصلت إلى المرتبة 9. بعد انتهاء شراكته في كتابة الأغاني مع Street وتم استبدالها بـ Alan Winstanley وكلايف لانغر، سجل أغنية "Ouija Board، Ouija Board"، التي أُصدرت كأغنية منفردة في نوفمبر 1989؛ ووصلت إلى المرتبة 18. وندد متحدثون مسيحيون وصحف التابلويد الأغنية، مدعين أنها تروج للسحر، ورد موريسي قائلاً "أن الاتصال الوحيد الذي أجريته مع الموتى كان عندما تحدثت إلى صحفي من The Sun."

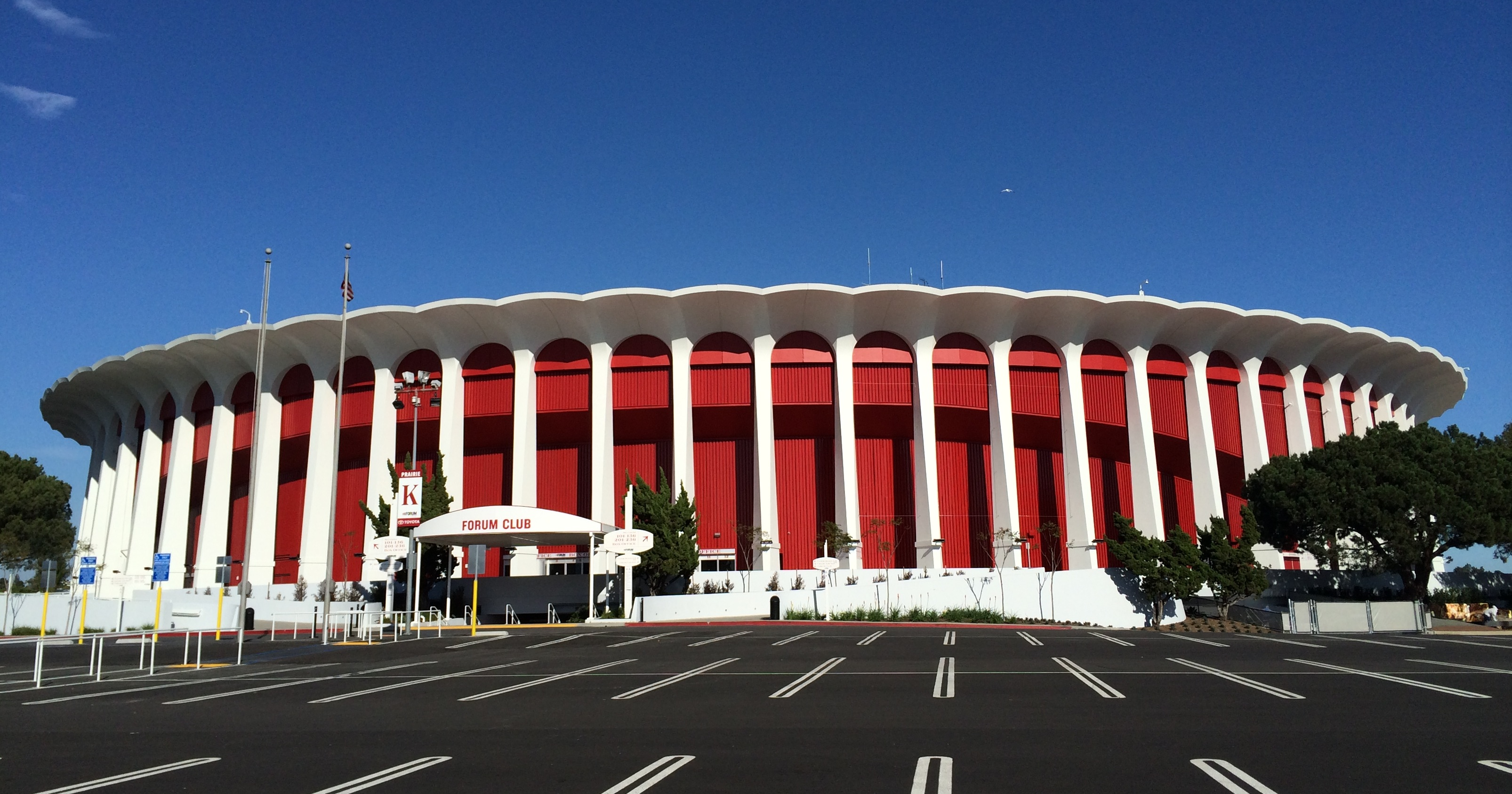
في تسعينيات القرن العشرين، باع موريسي جميع تذاكر حفلته في منتدى لوس أنجلوس في خمس عشرة دقيقة

مع وينستانلي ولانجر، بدأ العمل على ألبومه التجميعي الأول، بونا دراج، على الرغم من أنه سجل فقط ست أغانٍ جديدة له، بينما تألف باقي الألبوم من أغانيه المنفردة الأخيرة والوجه الثاني. وصل الألبوم إلى الرقم 9 في قائمة الألبومات بالمملكة المتحدة. تم إصدار اثنين من أصول ألبوم بونا دراج كأغاني منفردة: "ولد وحش نوفمبر"، أغنية عن امرأة تستعمل كرسيًا متحركًا، وصلت إلى الرقم 12 في القوائم ولكنها تلقت انتقادات من بعض الأشخاص الذين اعتقدوا أنها تسخر من ذوي الإعاقة. الثانية، "بيكاديللي بالار"، أشارت إلى أولاد الإيجار في لندن واحتوت على مصطلحات من لهجة الجاي بولاري. أُصدرت في نوفمبر 1990، وحققت الرقم 19 في القوائم. جذبت الأغنية بعض الانتقادات من الصحافة البريطانية المثلية، التي كانت ترى أنه ليس من الصحيح أن يستخدم موريسي بولاري عندما لم يكن مثليًا بشكل علني؛ في مقابلة في العام السابق، كان قد أقر باجتذابه لكلا الجنسين.
اعتمادًا على مارك إي. نيفين ككاتب أغاني جديد، قام موريسي بإنشاء ألبومه الثاني كفرد، اقتل العم؛ صدر في مارس 1991، ووصل إلى المرتبة 8 على قائمة الألبومات. الأغنيتان الفرديتان اللتان أُصدرتا للترويج للألبوم، "فرانكنا" و"غني حياتك"، فشلتا في الوصول إلى المراكز الـ 20 الأولى على قوائم الأغاني المنفردة، حيث وصلتا إلى المركزين 26 و33 على التوالي. أغنية أخرى من الألبوم، "وجدت، وجدت، وجدت"، أشارت إلى صداقة موريسي مع مايكل ستايب، المغني الرئيسي في فرقة الروك المستقلة الأمريكية. 
خطة لجولته الفردية الأولى، جمع موريسي عدة موسيقيين ذوي خلفية في روكابيلي لمجموعته الموسيقية الجديدة، بما في ذلك عازف الجيتار بوز بورر، ألين وايت وسبنسر كوبين. بدأ موريسي جولة اقتل العم في أوروبا؛ أحضر فرانك كفعل داعم له وزين مرحلة كل عرض بصورة كبيرة لـ إديث سيتول. في قسم جولته في الولايات المتحدة، باع كل مقاعد The Forum في لوس أنجلوس البالغة 18،000 في خمس عشرة دقيقة، أسرع مما فعل مايكل جاكسون أو مادونا (مغنية). خلال الأداء، انضم إليه ديفيد بوي على المسرح لأداء "Cosmic Dancer" لفرقة T. Rex. في الولايات المتحدة، باع جميع تذاكر 25 من عروضه الـ 26 الأخرى؛ تم تصوير إحدى عروضه في تكساس من قبل تيم برود للإصدار على في إتش إس Live in Dallas. انتقل إلى اليابان - حيث كان محبطًا من موقف السلطات الصارم تجاه المعجبين - ثم أسترالاسيا، حيث ألغى عدة مواعيد بسبب التهاب الجيوب الأنفية الحاد.
تم وصف أوائل التسعينيات من قبل كاتب السيرة الذاتية ديفيد بريت بأنها "المرحلة السوداء" في علاقة موريسي مع الصحافة الموسيقية البريطانية، والتي كانت تزداد عداءً ونقدًا له. في بعض الحالات، شمل ذلك نشر الصحافة لمعلومات مضللة، مثل الادعاء بأنه وفرانك كانا يسجلان غلافًا لأغنية "Don't Go Breaking My Heart"؛ بينما كانت أخرى، مثل تلك التي قامت بها باربرا إيلين في موسيقى إكسبرس جديدة، أقرب إلى هجوم شخصي منها إلى مراجعة موسيقية. ادعى إن إم إي أن عروضه الملغاة تعكس عدم احترام تجاه معجبيه. أصبح موريسي أكثر تحفظًا في التحدث إلى الصحفيين الموسيقيين البريطانيين، معبرًا عن إحباطه من كيفية مقارنتهم باستمرار عمله الفردي مع عمل فرقة سميثس؛ "ماضيّ يكاد يمنعني من الحصول على مستقبل". قال لأحد المحاورين إن الفرقة التي كان يعمل معها حينها كانت تتمتع بموسيقية تقنيًا أفضل من تلك التي كانت عليها سميثس في أي وقت مضى.

### 1992–1995: تغيير الصورة
في يوليو 1992، أصدر موريسي الألبوم ترسانتك، الذي وصل إلى المركز الثاني في قائمة الألبومات. كان هذا الإصدار النهائي من المنتج ميك رونسون؛ وقد ذكر موريسي أن العمل مع رونسون كان "أعظم امتياز في حياتي". عبر ألبوم ترسانتك عن رثاء موريسي لما يعتبره تراجع الثقافة البريطانية في وجه التزايد في الأنماط الأمريكية. قال في مقابلة ما أن "كل شيء متأثر بالثقافة الأمريكية—الجميع تحت سن الخمسين يتحدثون الأمريكية—وهذا محزن. كنا نمتلك هوية قوية والآن فقدت تماماً". تناولت عدد من الأغاني في الألبوم، وبشكل خاص "بعض الأشخاص الذين أعرفهم" و"الديسكو التابع للجبهة الوطنية"، حياة وتجارب الشباب العاملين الأقوياء. لاقى ترسانتك استحساناً نقدياً، وغالبًا ما وصف بأنه أفضل ألبوم له منذ فيفا كراهية. تم إصدار الأغنية المنفردة الأولى، "نحن نكره عندما ينجح أصدقاؤنا"، في أبريل 1992 ووصلت إلى المركز 17؛ تلتها "أنت الوحيد بالنسبة لي، بدين"، التي وصلت إلى المركز 19 و"بعض الأشخاص الذين أعرفهم"، التي وصلت إلى المركز 34. من سبتمبر إلى ديسمبر، انطلق موريسي في جولة ترسانتك تضم 53 موعدًا حيث زين المسرح بطرق متفاوتة بخلفيات لحليقو الرؤوس، ديانا دورس، إلفيس بريسلي، وCharlie Richardson. تم تسجيل إحدى العروض وإصدارها تحت عنوان بيتهوفن كان أصم (1993).
بحلول إصدار ترسانتك، تغيرت صورة موريسي؛ وفقًا لسيمبسون، فإن المغني قد تحول "من ذو الذوق الجمالي المهتم بالشباب القاسي إلى شاب قاسي مهتم بالذوق الجمالي (والشباب القاسي)". وفقًا لوودز، طوّر موريسي هالة من "الرجولة الواثقة بهدوء"، ممثلًا "نسخة أكثر قوة وسمنة من نفسه". بينما وصف الشاعر ومعجب موريسي سيمون آرميتاج هذا التحول بأنه من "النحيف الذي يمكن الإطاحة به بمخيم الريشة" إلى "صورة رجل عصابات وملاكم بالمفاصل العارية". وقد انعكست هذه الصورة الجديدة في فن الغلاف لألبوم ترسانتك؛ صورة فوتوغرافية التقطها ستيرلينغ، حيث عرضت موريسي على المسرح وقميصه مفتوح، عارضًا جذعًا عضليًا تحته.

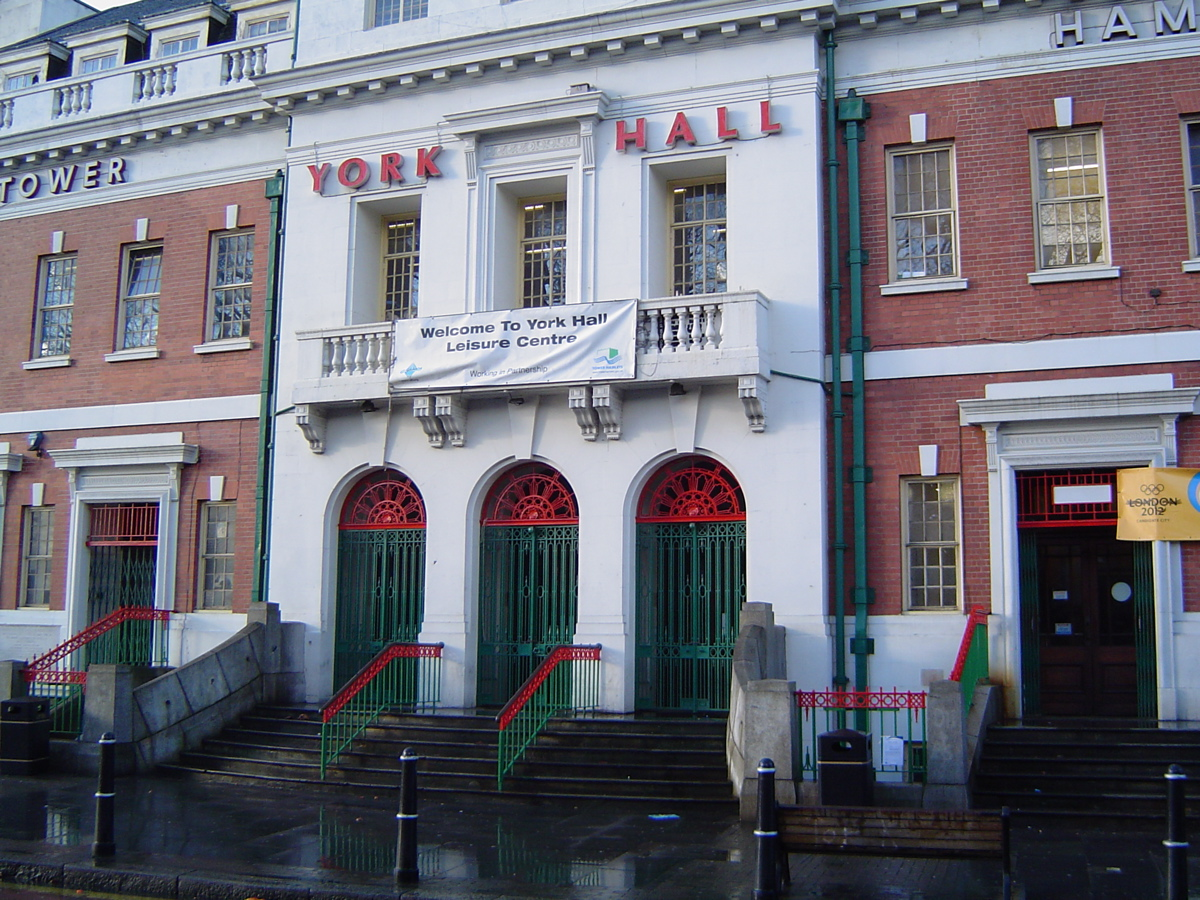
مكان الملاكمة في York Hall، الذي كان يتردد عليه موريسي في منتصف التسعينيات

في منتصف عام 1993، شارك موريسي في كتابة ألبومه الخامس، فوكسهول وأنا، مع وايت وبويرر؛ وقد من إنتاج ستيف ليلووايت. وصف موريسي الألبوم بأنه "أفضل ما قمت به على الإطلاق"، واعتقد في ذلك الوقت أنه سيكون إما عمله النهائي أو قبل الأخير. حقق الألبوم نجاحًا نقديًا وتجاريًا، وتصدر قائمة الألبومات في المملكة المتحدة في مارس 1994. تم تسمية الألبوم تيمناً بـفوكسهول (لندن)، وهو حي في جنوب غرب لندن يشتهر بالحانة الملكية شورب في فوكسهول. واحدة من أغاني الألبوم، "كلما تجاهلتني، كلما اقتربت مني"، تم إصدارها كأغنية منفردة في ذلك الوقت وبلغت المرتبة 8 في المملكة المتحدة. غلاف الأغنية المنفردة تضمن صورًا لجايك والترز، وهو شخص جلد في العشرينات من عمره، كان يعيش مع موريسي في ذلك الوقت. أعرب والترز عن موريسي قاعة يورك، مكان الملاكمة في بيثنال غرين، جزء من إند إند في لندن، وكان المغني يقضي وقتًا متزايدًا هناك.
في ذلك العام، أصدر أيضًا أغنية فردية غير مُدرجة في ألبوم بعنوان "توقف"، دويتو مع سيوكسي سيو: كانت الأغنية غلافًا لأغنية تيمي يورو. تم نشر التسجيل تحت اسم "موريسي وسيوكسي"؛ بسبب مشاكل مع شركة التسجيلات، كانت "توقف" متوفرة فقط بالاستيراد خارج أوروبا. في خريف عام 1994، سجل موريسي خمس أغانٍ في استوديوهات أوليمبيك بجنوب لندن. في يناير 1995 تم إصدار الأغنية المنفردة "الملاكمون" ووصلت إلى الرقم 23 على قائمة الأغاني الفردية. في فبراير 1995، بدأ جولة الملاكمون، مدعومة بفرقة مارين وظهرت على الخلفية صورة للملاكم كورنيليوس كار. تم تصوير أحد هذه العروض من قبل جيمس أوبراين وصدر كفيديو في أتش أس بعنوان تقديم موريسي. في ديسمبر 1995، صدرت أغنية "صني" كأغنية منفردة؛ كانت مرثية لعلاقة موريسي التي انتهت مع والترز، وكانت أولى أغاني موريسي المنفردة التي لم تصل إلى القائمة. في عام 1995 تم إصدار ألبوم التجميع عالم موريسي، وكان يحتوي إلى حد كبير على وجه ب الجانب ب.
بعد انتهاء عقده مع EMI، وقع موريسي مع شركة RCA. وعلى هذه العلامة سجل ألبومه التالي، Southpaw Grammar، في استوديوهات Miraval في جنوب فرنسا قبل طرحه في أغسطس 1995. تضمنت غلاف الألبوم صورة للملاكم كيني لين. وصل إلى المرتبة الرابعة في مخططات الألبومات في المملكة المتحدة، لكنه لم يحقق تأثيرًا كبيرًا مقارنة بسابقيه.
في سبتمبر 1995، خدم موريسي كفنان مساند للجولة البريطانية لـ Bowie’s Outside Tour. خلف الكواليس في حفل أبردين، تعرض موريسي لوعكة صحية ونُقل إلى المستشفى؛ ولم يعد لبقية الجولة. لاحقًا، عندما أشار إلى الجولة بانتقاد، قال إنه عندما يتورط مع بوي، "عليك أن تعبد في معبد ديفيد".
في ديسمبر 1996، وصلت قضية قانونية ضد موريسي ومار رفعها عازف الدرامز في فرقة سميثس مايك جويس إلى محكمة العدل العليا. زعم جويس أنه لم يحصل على نصيبه العادل من عائدات التسجيل والأداء من وقته مع الفرقة، مطالبًا بما لا يقل عن مليون جنيه إسترليني كتعويضات و25% من جميع مبيعات ألبومات سميثس المستقبلية. بعد جلسة استماع استمرت سبعة أيام، قضى القاضي لصالح جويس.  في تلخيص القضية، أشار القاضي جاستيس ويكس إلى موريسي بأنه "ماكر وصعب التعامل وغير موثوق به عندما تكون مصالحه الخاصة على المحك"، مع استخدام كلمتي "ماكر" و"صعب التعامل" على نطاق واسع في تغطية الصحافة للحكم. دفع مار الأموال المستحقة قانونيًا لجويس لكن موريسي قدم استئنافاً ضد الحكم. وقال إن القاضي كان متحيزًا ضده منذ بداية الإجراءات بسبب انتقاداته العلنية لثاتشر وحكومتها. خسر موريسي استئنافه في يوليو 1998، على الرغم من أنه قدم استئنافاً آخر بعد فترة وجيزة؛ إلا أن هذا أيضًا لم ينجح. في بيان صادر في نوفمبر 2005، قال موريسي إن جويس كلفه 600،000 جنيه إسترليني في الرسوم القانونية وحدها وما يقرب من 1،515،000 جنيه إسترليني في المجموع.
موريسي عاد إلى آيلاند ريكوردز في عام 1997، وأصدر الأغنية المنفردة "الأمور تهمني" في يوليو،[بحاجة لمصدر] تلاها ألبومه التالي غير متكيف في أغسطس. بلغ الألبوم ذروته في المرتبة الثامنة في جداول الألبومات في المملكة المتحدة. الأغنيتان المنفردتان التاليتان منه، "روي يتحمس" و"رفض الشيطان لروحي"، بلغتا كلتاهما ذروته خارج أفضل 30 على قائمة الأغاني الفردية في المملكة المتحدة. وبعد أن كان غير راضٍ عن تصميم غلاف قواعد ساوثباو، ترك موريسي التحكم في تصميم غلاف غير متكيف لشركة تسجيلاته، لكنه مرة أخرى لم يكن راضياً عن النتيجة.
Uncut ذكرت في عام 1998 أن موريسي لم يعد لديه عقد تسجيل. وفي العام التالي، بدأ جولة Oye Esteban Tour، وكان واحدًا من الأسماء الرئيسية في مهرجان كوتشيلا في كاليفورنيا.
بعد مغادرة بريطانيا، اشترى موريسي منزلًا في لينكولن هايتس، لوس أنجلوس. كان قد كان في السابق مقر إقامة كارول لومبارد وأعيد تصميمه بواسطة ويليام هاينز. على مدى السنوات القليلة التالية، نادرًا ما عاد إلى بريطانيا. في عام 2002، عاد موريسي بجولة عالمية، اختتمت بليلتين مخصّصتين بالكامل في قاعة ألبرت الملكية، حيث قام خلالها بأداء أغانٍ لم تصدر بعد. خارج الولايات المتحدة وأوروبا، أُقيمت أيضًا حفلات موسيقية في أستراليا واليابان. في هذا الوقت، قامت القناة الرابعة البريطانية بتصوير The Importance of Being Morrissey، وهو فيلم وثائقي بُث في عام 2003؛ كانت هذه أول مقابلة رئيسية لموريسي تظهر على التلفزيون البريطاني. أخبر المراسلين أنه كان يعمل على كتابة سيرته الذاتية، وأعرب عن نقده لبرامج الموسيقى الواقعية التلفزيونية مثل بوب آيدول التي كانت في بداياتها آنذاك.

### 2004–2009: العودة
في عام 2003، وقع موريسي مع شركة Sanctuary Records، حيث منح علامة ريغي للإسطوانات المتوقفة Attack Records لاستخدامها في مشروعه التالي. من إنتاج جيري فين وتسجيله في كل من لوس أنجلوس وباركشير، كان الألبوم السابع لموريسي أنت المحجر؛ تم إصداره في مايو 2004. ظهرت على غلاف الألبوم صورة لموريسي وهو يحمل سلاح تومي. وصل الألبوم إلى المركز الثاني في جدول الألبومات في المملكة المتحدة والمركز الحادي عشر في جدول ألبومات بيلبورد في الولايات المتحدة. أول أغنية فردية، "Irish Blood، English Heart"، وصلت إلى المركز الثالث في جدول الأغاني الفردية في المملكة المتحدة، وهي أعلى مرتبة لأغنية فردية في مسيرته. في إطار الترويج للألبوم، ظهر في كل من توب أوف ذا بوبس وLater with Jools Holland، وقدم أول مقابلة تلفزيونية له منذ 17 عامًا في ليلة الجمعة مع جوناثان روس؛ كان موريسي واضح الانزعاج من أسئلة جوناثان روس. كما وافق على إجراء مقابلات مع العديد من وسائل الإعلام، بما في ذلك NME، مشيرًا إلى أن "الحرس القديم الشرير" الذي كان يتحكم في المجلة في التسعينيات قد غادر وأنها لم تعد "NME ذات الرائحة الكريهة".

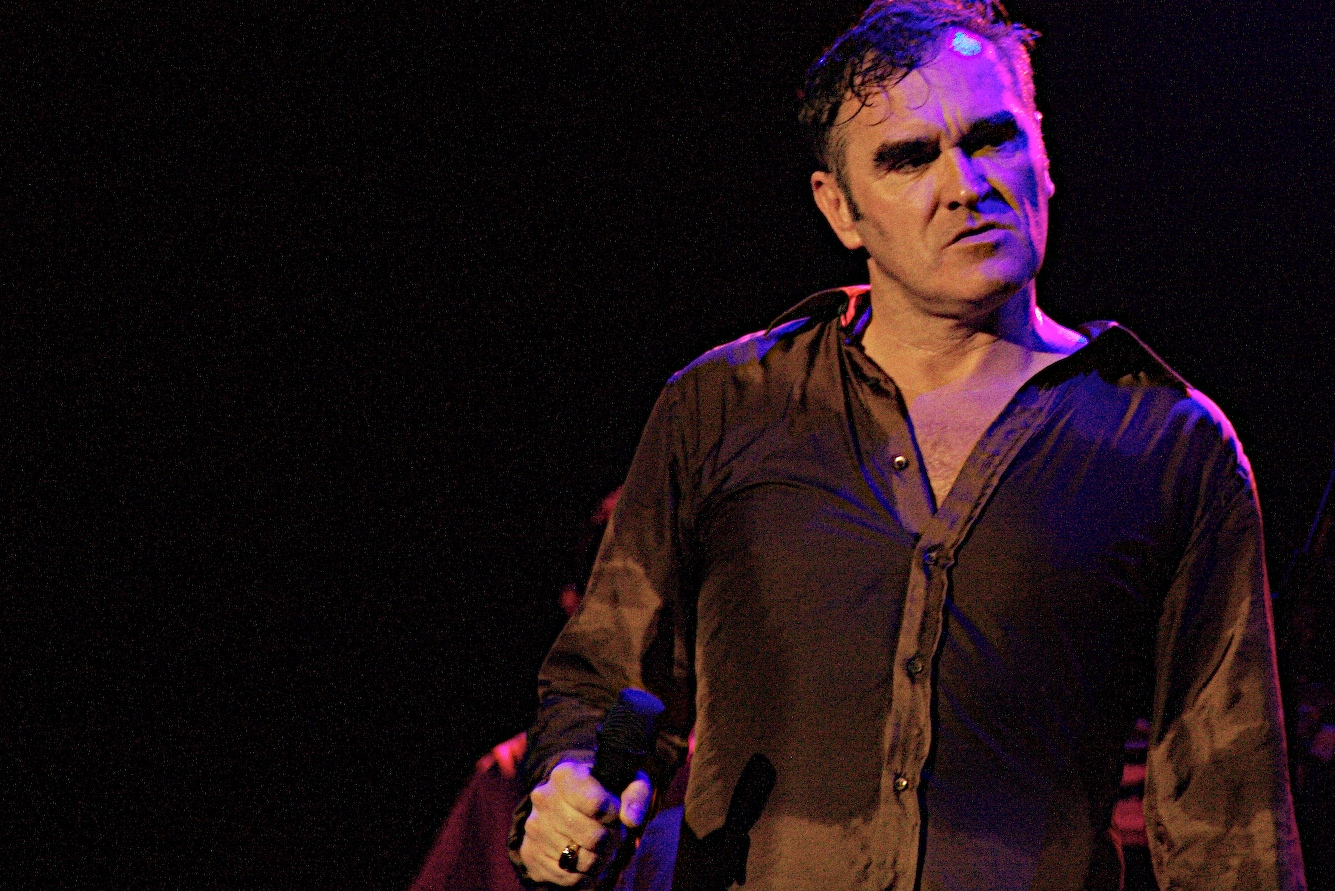
موريسي يؤدي في 2006

للترويج للألبوم، شرع موريسي في جولة حول العالم من أبريل إلى نوفمبر. احتفل بعيد ميلاده الخامس والأربعين بحفل موسيقي في مانشستر أرينا، دعمه فيه فرانز فرديناند؛ وقد تم تسجيله لطرحه كـ DVD بعنوان من وضع M في مانشستر؟.[بحاجة لمصدر] كما تمت دعوة موريسي لتنظيم مهرجان Meltdown لذلك العام في مركز ساوث بانك في لندن. من بين الفرق التي ضمن تأمينها كانت Sparks، Loudon Wainwright III، إنيو ماركيتو، نانسي سيناترا، the Cockney Rejects، Lypsinka، the Ordinary Boys، the Libertines، وكاتب المسرحيات ألان بينيت. كان قد حاول دون جدوى تأمين مشاركات من بريجيت باردو ومايا أنجيلو. في ذلك العام أيضًا، قدم عروضًا في عدد من مهرجانات الموسيقى في المملكة المتحدة، بما في ذلك ليدز، ريدينغ، وغلاستونبري.
ألبوم موريسي الثامن، زعيم المعذبين، تم تسجيله في روما وصدر في أبريل 2006. ظهر لأول مرة في المرتبة الأولى في تصنيفات الألبومات في المملكة المتحدة والمرتبة 27 في الولايات المتحدة. أنتج الألبوم أربعة أغاني منفردة: "لقد قتلتني"، "الأصغر كان الأكثر حبًا"، "في المستقبل عندما يكون كل شيء على ما يرام"، و"أنا فقط أريد أن أرى الصبي سعيدًا".[بحاجة لمصدر] تم إنتاج الألبوم من قبل توني فيسكونتي؛ وصفه موريسي بأنه "الأجمل—ربما الأكثر رقة—حتى الآن". وصفت بيلبورد الألبوم بأنه يظهر "صوتًا أكثر كثافة ودفعًا نحو الروك".

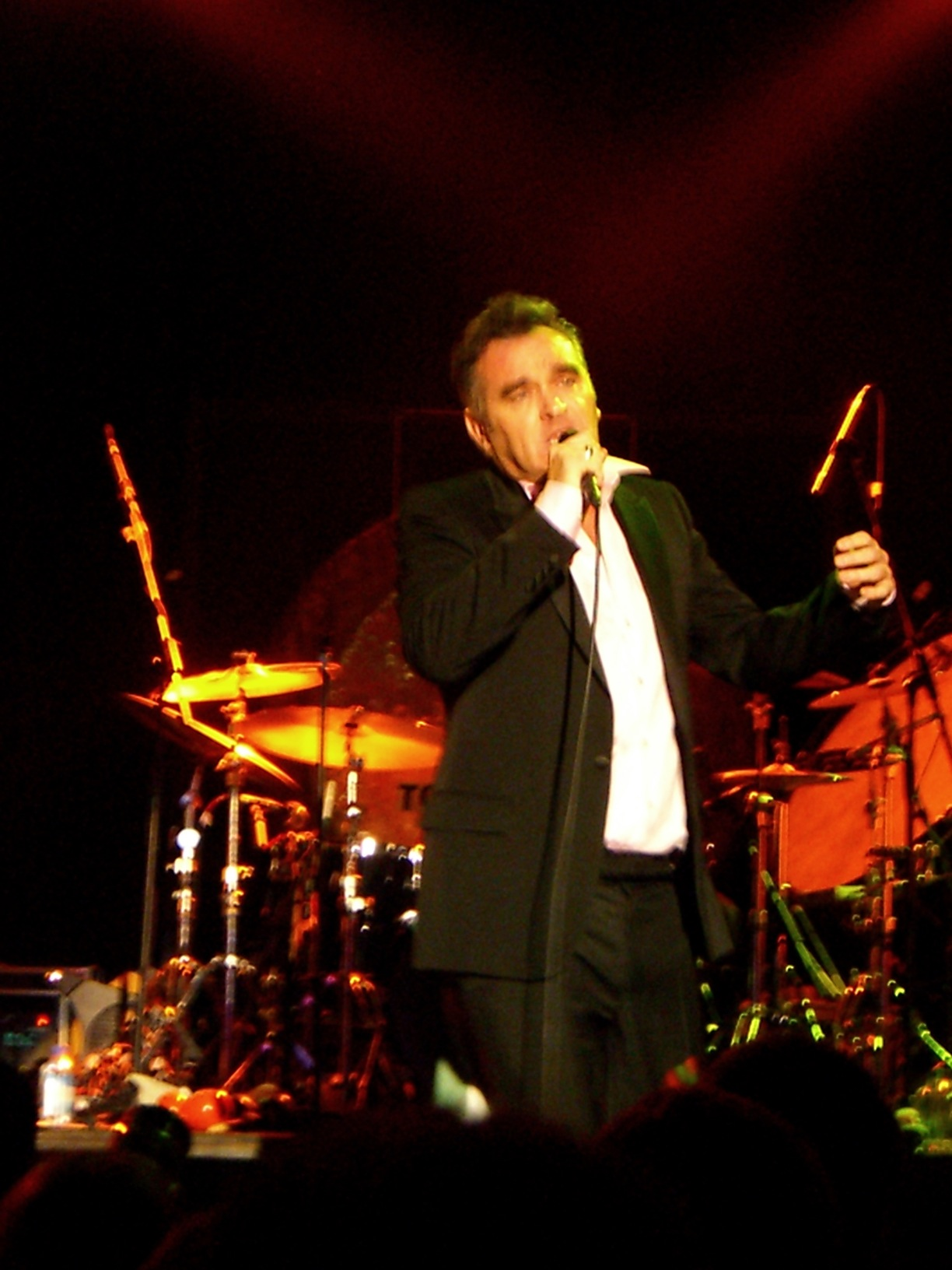
موريسي في SXSW عام 2006

في ديسمبر 2007، وقع موريسي عقدًا جديدًا مع ديكا (شركة تسجيلات)، والذي تضمن ألبومًا بعنوان أعظم النجاحات وألبوم استوديو جديد. بلغ أعظم النجاحات المرتبة الخامسة في قائمة الألبومات في المملكة المتحدة. كانت "هكذا ينمو الناس" هي الأغنية المنفردة الأولى من أعظم النجاحات، ووصلت إلى المرتبة 14 في قوائم المملكة المتحدة. تلتها أغنية منفردة ثانية من الألبوم، "كل ما تحتاجه هو أنا".
ألبومه التاسع في الاستوديو، سنوات الرفض، الذي كان من المقرر إصداره في الأصل في سبتمبر، تم تأجيله حتى فبراير 2009، نتيجة وفاة المنتج جيري فين، وعدم وجود شركة توزيع أمريكية للألبوم. عندما أُصدر من قبل مجموعة الموسيقى العالمية، وصل إلى المركز الثالث في قائمة الألبومات في المملكة المتحدة و11 في بيلبورد 200 الأمريكية. حظي الألبوم بإشادة واسعة من النقاد، وتمت مقارنته بألبوم أرسنال وفوكسهول وأنا. وذكرت مراجعة من Pitchfork Media أن مع سنوات الرفض، "اكتشف موريسي نفسه من جديد، ووجد قدرة جديدة في ترسانته المألوفة. وتجديد نشاط موريسي واضح في القوة المتجددة لصوته" ووصفته بأنه "أكثر ألبوم حقداً وتصفية حسابات له، وبطريقة ملتوية يجعله أكثر جذباً". تم إصدار "أنا أرمي ذراعي حول باريس" و"شيء يضغط على جمجمتي" كأغاني فردية من الألبوم. تتضمن أغنية "سحابة سوداء" عزف الجيتار من جيف بيك. طوال عام 2009، جال موريسي للترويج للألبوم. كجزء من جولة رفض موسعة، تابع موريسي جولة أمريكية طويلة بحفلات موسيقية في أيرلندا والمملكة المتحدة وروسيا.
في أكتوبر 2009، صدرت Swords، وهي مجموعة من الجوانب الثانية للمواد التي أُصدرت بين 2004 و2009. ووصلت إلى المرتبة 55 في قائمة الألبومات في المملكة المتحدة، ووصفها موريسي لاحقًا بأنها "كارثة ضعيفة". في تاريخ الحفلة الثانية من الجولة في المملكة المتحدة للترويج لـ Swords، انهار موريسي على المسرح في سويندون، وتم نقله إلى المستشفى لفترة وجيزة. بعد جولة Swords، كان موريسي قد أوفى بالتزامه التعاقدي مع شركة يونيفرسال ريكوردز وكان بدون شركة تسجيل.

### 2010–2019: المزيد من الألبومات والعمل الأدبي
في أبريل 2011، أصدرت EMI تجميعًا جديدًا، أفضل ما لدى موريسي، والذي اختار المغني قائمة الأغاني والأعمال الفنية له. في مارس 2011، أخذ موريسي رون لافيت كمدير له. في يونيو ويوليو 2011، قام موريسي بجولة في المملكة المتحدة؛ خلال أدائه في مهرجان غلاستونبري في عام 2011، انتقد موريسي رئيس الوزراء البريطاني ديفيد كاميرون لمحاولته منع حظر الحيوانات البرية من الأداء في السيرك، واصفًا إياه بـ "الأبله السخيف". تبع ذلك عدة مواعيد أخرى في أوروبا. بدأت جولة موريسي لعام 2012 في أمريكا الجنوبية واستمرت عبر آسيا وأمريكا الشمالية. أقام موريسي حفلات موسيقية في بلجيكا، إيطاليا، اليونان، تركيا، إسرائيل، البرتغال، إنجلترا، واسكتلندا. في أواخر سبتمبر، أثناء زيارته لمتجر ستراند للكتب في مانهاتن، أنقذ سيدة مسنة كانت قد أغمي عليها بجانبه. بين يناير ومارس 2013، قام موريسي بجولة في 32 مدينة في أمريكا الشمالية، بداية من غرينفيل، نيويورك وانتهاءً في بورتلاند، أوريغون. كانت باتي سميث وفرقتها ضيوفًا خاصين في حفل مركز ستيبلز في لوس أنجلوس، وافتتحت كريستين يونغ في جميع الليالي.

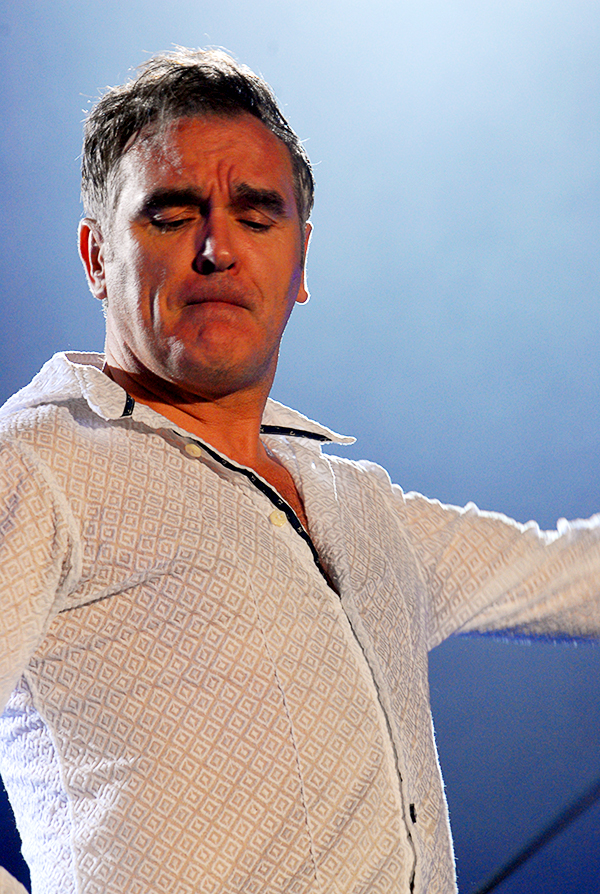
موريسي خلال أدائه في مهرجان هوب فارم 2011

في يناير 2013، تم تشخيص موريسي بقرحة نازفة وتم إعادة جدولة عدة ارتباطات. في 7 مارس، تم إدخال موريسي إلى المستشفى مرة أخرى، هذه المرة بسبب التهاب رئوي في كلتا الرئتين. بعد أسبوع واحد، تم إلغاء بقية الجولة. خلال فترة تعافيه، قضى وقتًا في أيرلندا، حيث شاهد منتخب البلاد لكرة القدم يلعب مباراة ضد النمسا برفقة ابن عمه روبي كين.
في أبريل، أعادت شركة EMI إصدار الأغنية المنفردة "آخر أفراد اللاعبين الدوليين المشهورين"، مدعومة بثلاث أغانٍ جديدة: "الناس متشابهون في كل مكان"، "الحركة هي اسمي الأوسط"، و"الولد مظهره جذاب"، جميعها سجلت في عرض حي في عام 2011. ابتداءً من يونيو، قدم موريسي عروضًا في المكسيك، البرازيل، الأرجنتين، بيرو وتشيلي. في أغسطس، حصل حفل موريسي في مدرسة هوليوود الثانوية في 2 مارس 2013، على إصدار سينمائي عالمي.[بحاجة لتوضيح] "موريسي: 25 لايف" يمثل مرور 25 عامًا لموريسي كفنان منفرد، وكان أول دي في دي حي مصرح به لموريسي منذ تسع سنوات. في يوليو، ألغى موريسي الجزء الخاص بأمريكا الجنوبية من جولته بسبب "نقص التمويل"، قائلاً إنه "الأخير من العديد من القشات الأخيرة".
في أكتوبر 2013، تم إصدار السيرة الذاتية لموريسي، بعنوان السيرة الذاتية، بعد أن أخرها "خلاف حول المحتوى" عن تاريخ الإصدار الأصلي في 16 سبتمبر 2013. تسبب إصدار الكتاب في جدل حيث تم نشره كـ"كلاسيكية معاصرة" تحت علامة دار بنغون للنشر بناءً على طلب موريسي، وهو ما شعر بعض النقاد أنه قلل من قيمة علامة دار بنغون للنشر. كان موريسي قد أكمل كتابه المؤلف من 660 صفحة في عام 2011، قبل عرضه على دور نشر مثل دار بنغون للنشر ودار فابر وفابر. تلقى الكتاب مراجعات متباينة: أعطته ديلي تلغراف تقييماً من خمس نجوم واصفة إياه بأنه "أفضل سيرة ذاتية موسيقية مكتوبة منذ بوب ديلن كرونيكلز"، بينما انتقدته ذي إندبندنت على "نرجسيته النغمة واحدة" وكذلك على وضعه ككلاسيكية من دار دار بنغون للنشر. دخل الكتاب مخططات الكتب في المملكة المتحدة في المرتبة الأولى، حيث بيعت حوالي 35،000 نسخة في الأسبوع الأول من إصداره. في ديسمبر، تم إصدار نسخة غلاف حية من عام 2011 لأغنية لو ريد "ساتيلايت أوف لوف"، كأغنية فردية.
في يناير 2014، وقع موريسي عقدًا لإصدار ألبومين مع كابيتول ميوزك. تم إصدار ألبومه الاستوديو العاشر، السلام العالمي ليس من شأنك، في يوليو. قبل إصداره، قام بجولة في الولايات المتحدة في مايو، لكنه تم نقله إلى المستشفى في بوسطن في أوائل يونيو، وألغى التسع تواريخ المتبقية من الجولة. بعد الانتهاء من جولة تشمل ست تواريخ في المملكة المتحدة، قام بجولة في الولايات المتحدة خلال يونيو ويوليو، بما في ذلك حفل في نيويورك مع الضيف الخاص بلوندي في ماديسون سكوير جاردن. في يوليو 2015، زعم علنًا أن حارس أمن في مطار قام بالتحرش به في مطار سان فرانسيسكو الدولي. قدم شكوى بالاعتداء الجنسي؛ ووجدت إدارة أمن النقل عدم وجود دليل يدعم الادعاء لاتخاذ إجراء. في أغسطس، أنهت كابيتول ميوزك وHarvest Records عقودهما مع موريسي. في أكتوبر، كشف أنه تلقى علاجًا لسرطان المريء بارِت.

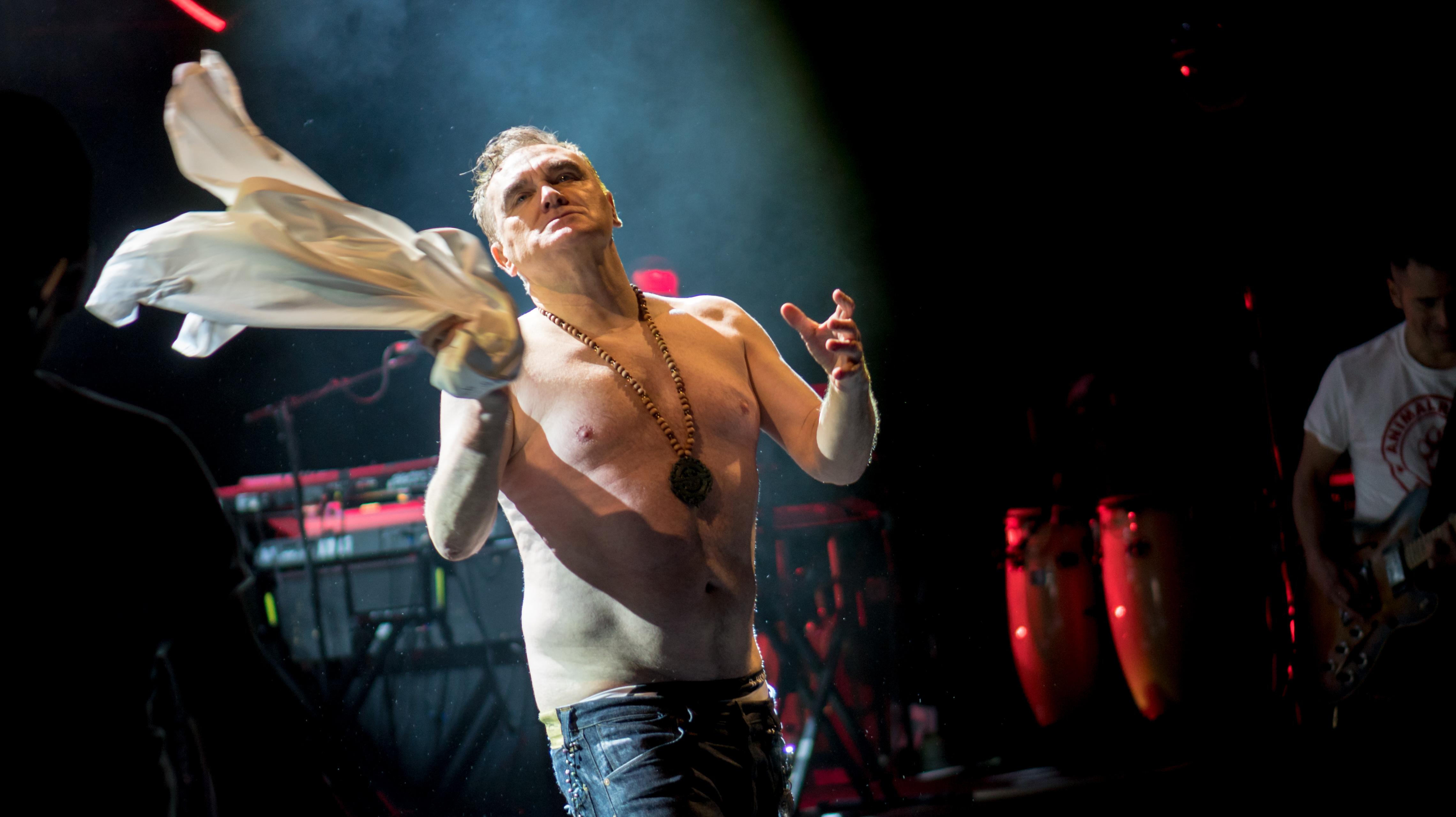
موريسي يؤدي في قاعة ألبرت الملكية في مارس 2018

في سبتمبر 2015، نشرت دار بنغون للنشر رواية موريسي الأولى، قائمة المفقودين.
في نوفمبر 2017، تم إصدار ألبومه الاستوديو الحادي عشر، Low in High School، عبر BMG وشركة التسجيل الخاصة بموريسي، Etienne. في نفس الشهر، جذب موريسي انتباه الصحافة وانتقادات بسبب تصريحات أدلى بها في مقابلة مع دير شبيغل؛ حيث صرح بأنه من "المحزن للغاية" أن الهويات الوطنية المتميزة في أوروبا يتم تقويضها من قبل السياسيين الذين يحاولون "إدخال جانب متعدد الثقافات في كل شيء"، وأن بعض الأفراد الذين يدعون الضحية كجزء من حركة Me Too لم يكونوا ضحايا حقيقيين للاعتداء الجنسي بل كانوا "مجرد محبطين". اتهم موريسي دير شبيغل بتزوير أقواله وقال إنه سيكون آخر مقابلة مطبوعة له. أجرى عرضين في هوليوود بول في لوس أنجلوس في نوفمبر. كانت جولة موريسي الأولى في المملكة المتحدة منذ عام 2015 قد بدأت في أبردين واختتمت في لندن.
في نوفمبر 2018، أصدر موريسي غلافًا لأغنية "Back on the Chain Gang" لفرقة البرتيندرز، مؤديًا إياها في برنامج The Late Late Show with James Corden. في مايو 2019، قام موريسي بأداء إقامة لسبع ليالٍ في مسرح لانت فونتن على برودواي، قبل إصدار ألبومه الاستوديو الثاني عشر، وهو ألبوم غلاف بعنوان كاليفورنيا سون.

### 2020 إلى الآن: أنا لست كلباً مربوطاً على سلسلة، ألبوم غير مُصدر وبدون موسيقى

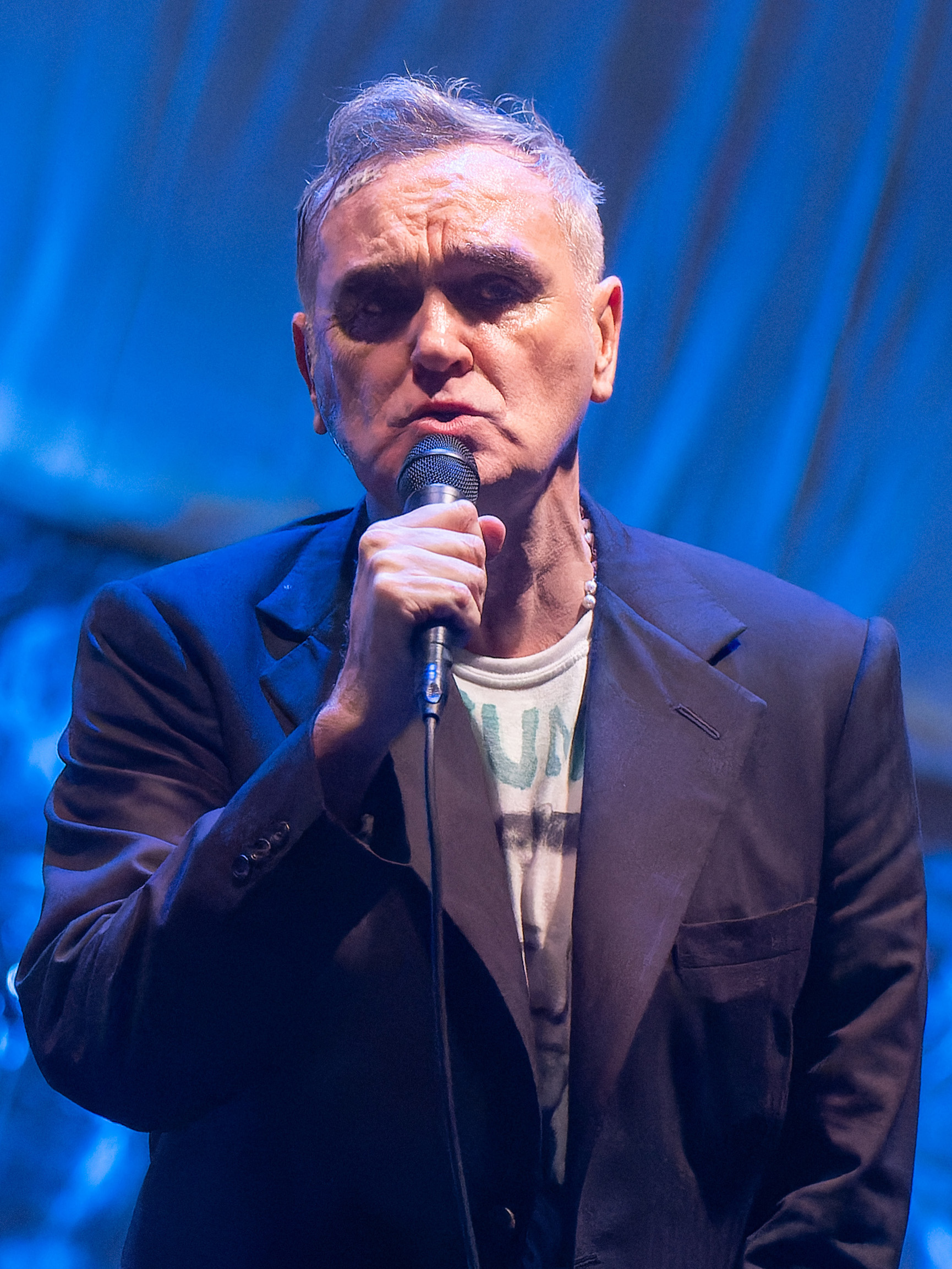
موريسي يؤدي في 2023

أصدر موريسي ألبومًا يحتوي على 11 أغنية بعنوان أنا لست كلباً مربوطاً على سلسلة في أواخر مارس 2020. وتم إصدار الأغنية الرئيسية، "بوبي، ألا تعتقد أنهم يعرفون؟" التي تُشارك فيها مغنية موتاون السول ثيلما هوستون، أيضاً على مواقع البث.
في نوفمبر 2020، انتهت صفقة موريسي مع BMG ولم يتم تجديدها. أكمل موريسي إقامة في لاس فيغاس في يوليو 2022 بعنوان "فيفا موز فيغاس" للعام الثاني على التوالي. أكمل مواعيد جولات في المملكة المتحدة وأيرلندا.
الخطة الأولية لإصدار ألبومه السولو الرابع عشر Bonfire of Teenagers في عام 2023 على كابيتول ريكوردز في الولايات المتحدة، على الرغم من أنه لم يوقع مع شركة لإصداره في المملكة المتحدة، تم إلغاؤها. يحتوي الألبوم على إحدى عشرة أغنية من إنتاج أندرو ويات ويضم أعضاء ريد هوت تشيلي بيبرز تشاد سميث وفلي إلى جانب زميلهم السابق في الفرقة جوش كلينغهوفر. كما شمل الضيوف المغنيين مايلي سايرس وإيغي بوب الذين قدموا غناءً مصاحباً. بالإضافة إلى ذلك، خططت كابيتول لإعادة إصدار عدة ألبومات لموريسي تم إصدارها بين عامي 1995 و2014، باستثناء Maladjusted. في 15 نوفمبر، أُعلن أن Bonfire of Teenagers لم يعد مقررًا إصداره في فبراير، حيث قال موريسي أن مصير الألبوم أصبح حصريًا في يد الشركة.
في 25 نوفمبر 2022، تم إصدار الأغنية الرئيسية للألبوم، "متمردون بدون تصفيق"، من قبل كابيتول ريكوردز عالميًا. في 23 و24 ديسمبر، أعلن موريسي أنه قد انفصل طوعًا عن شركات الإدارة الحالية الخاصة به، مافريك وكويست، وسحب أي علاقة مع كابيتول ريكوردز، وكشف أن سيروس طلبت إزالة صوتها من الألبوم، الذي لا يزال تحت سيطرة كابيتول ولن يتم إصداره بعد الآن. أكد لاحقًا في فبراير 2023 أن كابيتول، بينما لا تزال تحافظ على السيطرة على الألبوم، لن تقوم بإصدار احتراق الشباب؛ كما أوحى أن الألبوم قد "تعرض للتخريب" من قبل كابيتول.
في 8 ديسمبر 2022، أعلن موريسي أنه في يناير وفبراير 2023، سوف يسجل ألبومًا جديدًا بعنوان بدون موسيقى يموت العالم. في 20 فبراير 2023، أعلن أن الألبوم قد اكتمل وكشف عن قائمة الأغاني، قبل عرض الألبوم على أي شركات تسجيل أو مستثمرين خاصين يرغبون في توزيعه.
في عام 2024، تم إصدار دويتو "الوقفة" لموريسي مع سيوكسي مرة أخرى على قرص فينيل ذهبي 12 بوصة بمناسبة يوم تسجيل المتاجر في 20 أبريل 2024؛ وكان متاحاً في المملكة المتحدة وأجزاء أخرى من أوروبا فقط.
في أغسطس 2024، قال موريسي في منشور على موقعه الإلكتروني إنه هو و مار قد تلقيا "عرضًا مربحًا" للقيام بجولة كـ The Smiths في عام 2025. وقال المغني إنه قبل الدعوة، لكن مار لم يرد. لم يعلق مار علنًا، لكنه كان قد نشر مؤخرًا صورة لزعيم إصلاح المملكة المتحدة نايجل فاراج للرد على الدعوات للاتحاد بعد إعادة تشكيل Oasis. وكان مار قد قال سابقًا في 2016 إن سياسات موريسي تتماشى مع سياسات فاراج، مازحًا أن أي احتمال لإعادة تشكيل ذا سميثس سيشهد السياسي كعازف الجيتار البديل لهم.
أوضح بيان مار أيضاً ادعاءات أخرى التي أوردها فريق موريسي على موقع موريسي الإلكتروني، مثل أن مار قد قدم طلباً لامتلاك 100٪ من حقوق الملكية الفكرية والعلامات التجارية لفرقة ذا سميثز دون أن يتشاور مع موريسي رغم حقيقة أن "موريسي وحده هو من أنشأ اسم الوحدة الموسيقية 'ذا سميثز' في مايو 1982". في بيان مار، تم توضيح أن مار اكتشف أن الفرقة لم تكن تملك العلامة التجارية، وفي مسعى لحماية العلامة التجارية من محاولة طرف ثالث في عام 2018 لاستخدام اسم الفرقة، سجل مار العلامة التجارية باسمه فقط بعد أن فشل في الحصول على رد من موريسي وممثليه. في يناير 2024، وقع مار اتفاقاً لمشاركة ملكية الاسم مع موريسي، اتفاق لم يقم موريسي بمتابعته حتى الآن. أوضح مار أيضًا أن الجهود لامتلاك العلامة التجارية لم تكن للجولة تحت اسم ذا سميثز بمغني من اختيار مار (عكس ما ادعى فريق موريسي)، بل ببساطة لحماية اسم الفرقة واستخدام الاسم.
في مارس 2025، وجَّه شركته القانونية، ليفي وماكراي، لمتابعة إجراء قانوني ضد فرد مقيم في المملكة المتحدة بسبب "محتوى مؤذٍ، ضارٍ وتشويهي" عنه كما أفادت به مجلة ميوزيك بيزنس وورلدوايد. صحيفة ذا تايمز في أبريل 2025 وافقت أيضًا على إجراءاته مجادلةً بأنها لم تكن سخرية بل تتبع.

## الفن

### كلمات الأغاني
وصف مارك سيمبسون موريسي بأنه "نجم البوب المضاد"، ممثلاً "المنتج الأخير والأعظم والأكثر إثارة للقلق من عصر كان فيه موسيقى البوب كل ما يوجد". وذكر الصحفي والكاتب السيرة الذاتية جوني روجان أن أعمال موريسي تبدو قائمة على "إعادة الفحص اللامتناهية لماضٍ ضائع ومؤلم". وُصفت كلمات موريسي بأنها "قصص درامية، قاتمة، مضحكة فواصل حول علاقات محكوم عليها بالفشل، ونوادي ليلية وحيدة، وعبء الماضي وسجن المنزل". وفقاً لمارك سيمبسون، هناك شعور عام بأن التركيز في موسيقاه على حزن الحياة يكون مثبطاً.

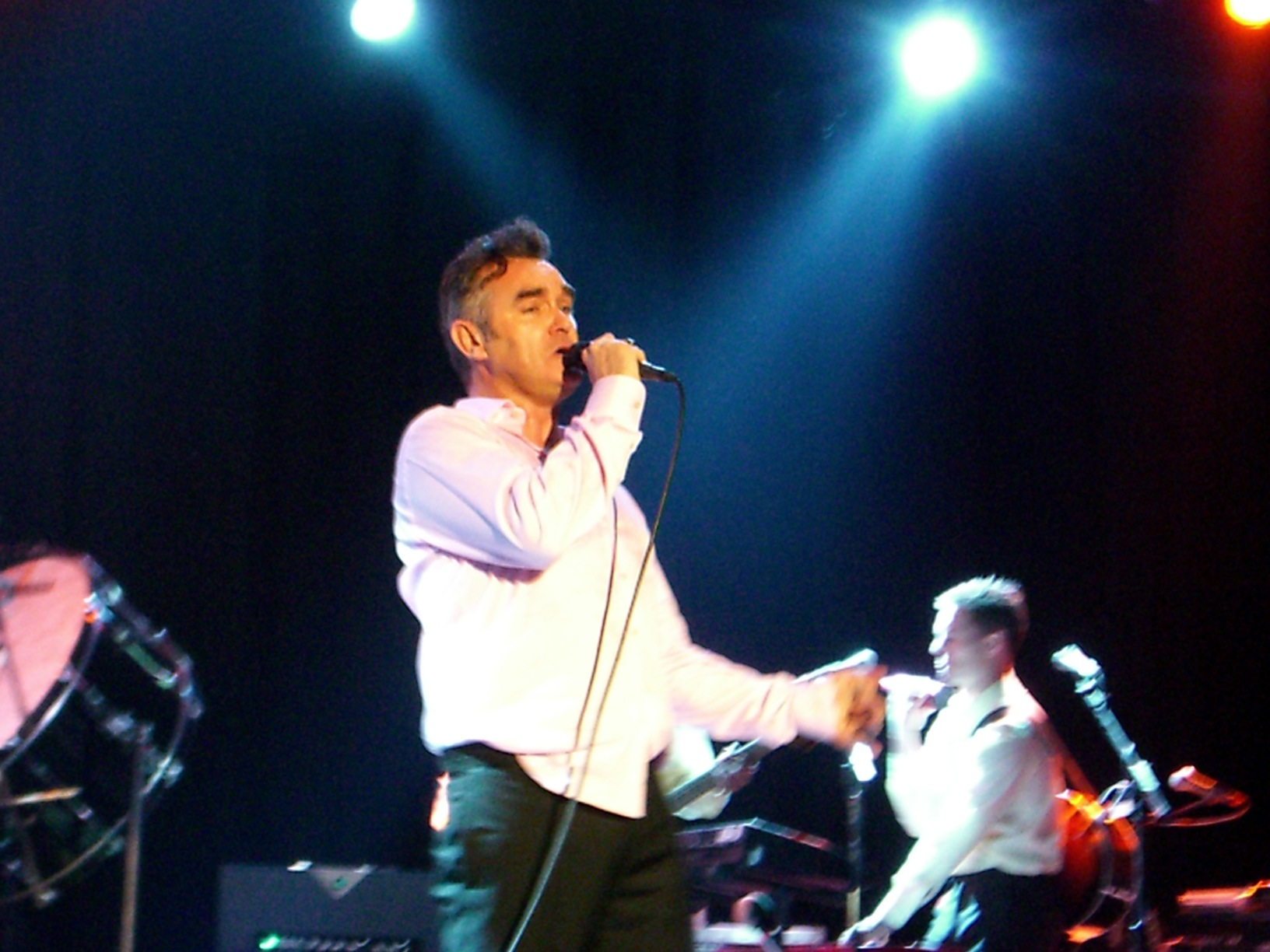
موريسي خلال حفل مباشر في SXSW أوستن في مارس 2006

تتميز كلماته باستخدامها الفكاهة السوداء والتقليل من الشأن واللغة العامية الشعبية. الكثير من كلماته تتجنب ذكر جنس الراوي، مما يوفر للمستمعين من كلا الجنسين نقاط متعددة للهوية. شعر سيمبسون أن كلماته غالبًا ما أبرزت "العبثية الأساسية للجنس". مناقشاً كلمات أغاني "The Smiths" في عام 1992، أشار سترينجر إلى أنها وضعت تركيزاً كبيراً على مفهوم الإنجليزية، لكنه أضاف أنه على عكس حركات تو-تون وهاوس الحمضية المعاصرة، ركزت هذه الأغاني على إنجلترا البيضاء بدلاً من استكشاف نظيرها متعدد الثقافات. رغم ملاحظة أنه خلال الثمانينيات كان التركيز على الهوية البيضاء سمة ترتبط ارتباطاً وثيقاً بالسياسات اليمينية، عبّر سترينجر عن وجهة النظر بأن "The Smiths" كانت تمثل "الاستجابة الوحيدة المستمرة التي استطاعت موسيقى البوب/روك الإنجليزية البيضاء أن تقدمها" ضد "استحواذ حكومة تاتشر على الهوية الوطنية الإنجليزية البيضاء".
كلماته عبرت عن ازدراءه للعديد من عناصر المجتمع البريطاني، بما في ذلك الحكومة، الكنيسة، نظام التعليم، العائلة المالكة، أكل اللحوم، المال، النوع الاجتماعي، الديسكوهات، الشهرة، والعلاقات. في كلماته مع فرقة ذا سميثس، تجنب موريسي الأوصاف الصريحة لاكتمال الجنس؛ بل يغني عن الترقب، الإحباط، النفور، أو الخيبة النهائية من الجنس. اقترح سترينجر أن هذا التجنب المتعمد للجنس كان يعكس "إنجليزية" الفرقة لأنه استدعى ثقافات الإنجليز فيما يتعلق "بعدم التعبير العاطفي، الطريقة التي لا يمكن بها التعبير عن المشاعر، وخاصة المشاعر الجنسية، بشكل مباشر من خلال اللمس العابر، تلامس الأجساد وما إلى ذلك".
يمكن العثور على عناصر الذكورية المثلية في العديد من كلمات ذا سميثس، لكن هذه تضمنت أيضًا أوصافًا جنسية تصور النساء.
موريسي قد وصف امتلاكه "افتتان مروّع" بالعنف. رأى سيمبسون أن كلمات أغاني موريسي "تنزف وتنبض بصور عنيفة"، مستشهداً بالإشارات لحوادث اصطدام الحافلات واتفاقيات الانتحار في "هناك ضوء لا ينطفئ أبداً"، وتحطّم الأسنان في "الأفواه الكبيرة تضرب مرة أخرى"، ونهاية العالم النووية في كلتا الأغنيتين "إسأل" و"كل يوم يشبه الأحد". وبشكل أعم، كان لدى موريسي اهتمام طويل الأمد بالبلطجة، سواء كانوا قتلة، رجال عصابات، تجار خشنين، أو أصحاب الرؤوس المحلوقة.

### أسلوب الأداء

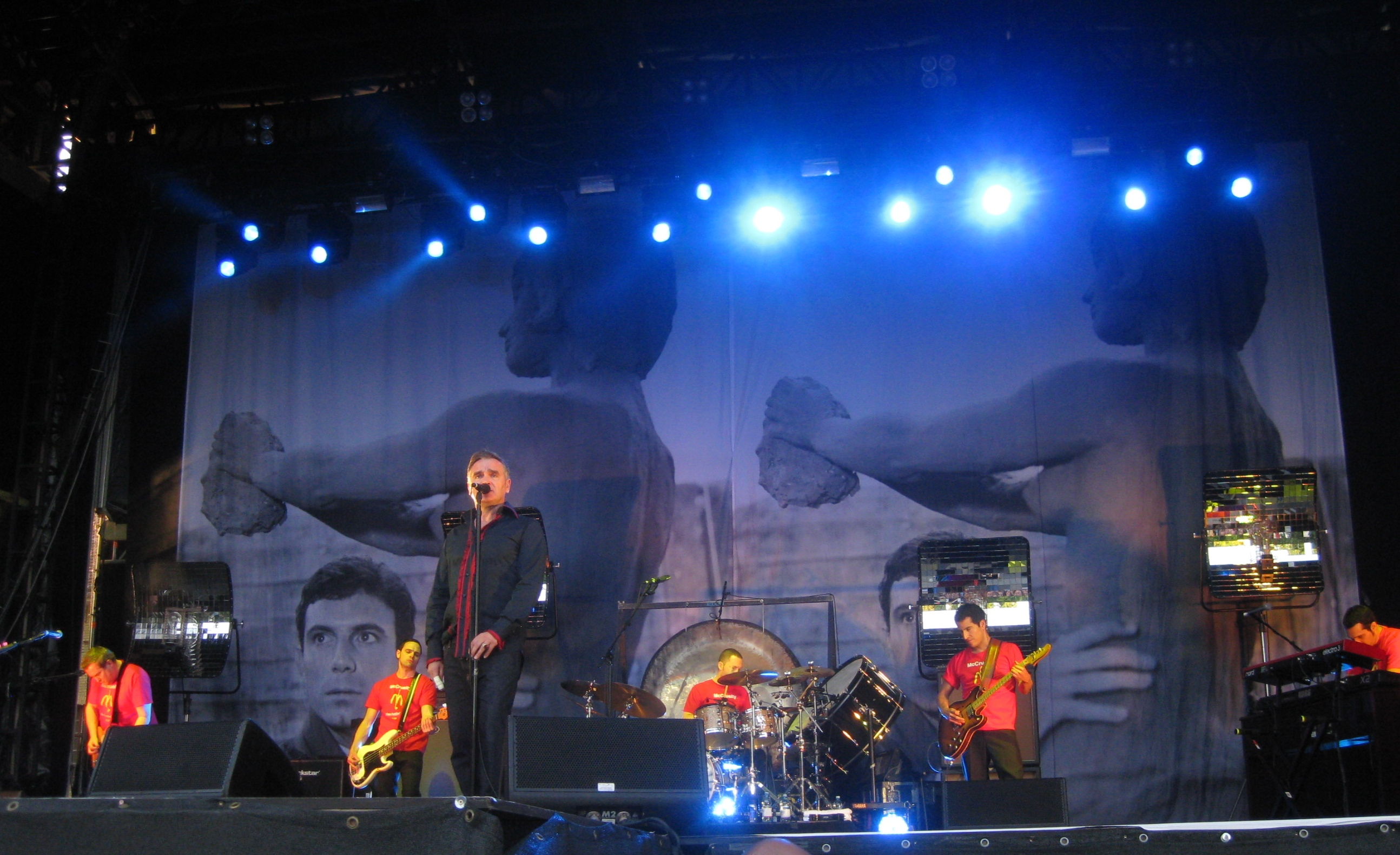
كنجم منفرد، غالبًا ما يميز موريسي نفسه باستخدام الصور القديمة كخلفية لعرضه المسرحي، كما هو موضح هنا في أداء عام 2011 في برلين

تم الإشادة بصوت موريسي لكونه يتمتع بجودة مميزة بشكل خاص. اعتقد سيمبسون أن عمل موريسي جسد وشخّص "النساء الشماليات"، متحدثًا بأساليب من اللغة العامية التي تكون شائعة لدى العديد من النساء اللاتي يعشن في إنجلترا الشمالية. في هذا، تأثر بشكل كبير بالمغنية الشمالية سيلا بلاك، التي كانت لها مسيرة ناجحة كمغنية موسيقى بوب في الستينيات، وكذلك فيف نيكولسون، التي حققت شهرة مماثلة خلال ذلك العقد. من بين المغنيات الأخريات من ذلك العقد اللاتي تم الاستشهاد بهن كعنصر تأثير على موريسي كانت الاسكتلندية لولو، والإسيكسرية ساندي شو (مغنية). ومع ذلك، لاحظ سترينجر بدلاً من أن يغني بلكنة مكنونية من الطبقة العاملة، اعتمد موريسي "نطقًا مقطوعًا بدقة واضحة" وغنى "بلفظ إنجليزي واضح". وهو معروف أيضًا بأسلوبه الصوتي الغريب باريتون (رغم أنه يستخدم أحيانًا الفالستة).
عند الأداء على المسرح، غالبًا ما يلوح بسلك الميكروفون، خصوصًا أثناء أغانيه ذات الإيقاع السريع. اعتقد سيمبسون أن موريسي غالبًا ما قدم "إيماءات عدوانية بخبث" أثناء وجوده على المسرح؛ واستشهد بحالتين من برنامج توب أوف ذا بوبس، إحداها استخدم فيها موريسي إيماءات يدوية للتظاهر بإطلاق النار على الجمهور أثناء أغنية "سارقي متاجر العالم اتحدوا"، وأخرى حول فيها سلك الميكروفون إلى حبل مشنقة أثناء تكراره لعبارة "أشنقوا الديجاي، أشنقوا الديجاي" في أغنية "هلع". ادعى روجان أن موريسي أظهر "قوة على المسرح نادرًا ما رأيتها من أي فنان آخر من جيله"، وأنه أثناء الأداء "يتدفق منه الكاريزما، مقدماً تلك التركيبة الغريبة من الضعف الخجول والرياضية".
في مناسبات مختلفة، أعرب موريسي عن غضبه عندما يعتقد أن رجال الأمن والفرق الأمنية في حفلاته قد تعاملوا بشكل سيئ مع الجمهور. على سبيل المثال، في حفله سان أنطونيو كجزء من جولة Your Arsenal أوقف عرضه لتوبيخ رجال الأمن على ضربهم للمشجعين.
في 12 نوفمبر 2022، أثناء عرض حي في لوس أنجلوس في المسرح اليوناني، أنهى العرض بعد 9 أغانٍ فقط وغادر بدون سابق إنذار، مما أثار استياء العديد من المعجبين. ظل زملاؤه في الفرقة لمدة تزيد عن 10 دقائق قبل أن يدركوا أنه لن يعود وأُعلن أن العرض قد تم إلغاؤه بسبب "ظروف غير متوقعة". تكهن بعض المعجبين بأن الطقس ربما كان بارداً جداً بالنسبة له.

## الحياة الشخصية
خلال حياته المهنية، حافظ موريسي على حياة شخصية خاصة. كونه مقيماً طويل الأمد في لوس أنجلوس بالولايات المتحدة، لديه أيضًا منازل في إيطاليا وسويسرا والمملكة المتحدة. في عام 2017، أعلنت لوس أنجلوس يوم 10 نوفمبر "يوم موريسي". يشير الأصدقاء إليه ب"موريسي"، وهو لا يفضل اللقب "موز"، قائلاً لأحد المحاورين إنه "يشبه شيئاً ترشه على أرضية المطبخ". توفيت والدته، إليزابيث آن دواير، في أغسطس 2020 عن عمر 82 عاماً بسبب سرطان الحويصلة الصفراوية. في عام 2023 خلال عرض حي في نيويورك، كشف أنه لم يمتلك هاتفًا جوالًا قط.
موريسي وصف نفسه بأنه كاثوليكي الثقافة وقد انتقد الكنيسة الرومانية الكاثوليكية. في عام 1991، قال إنه يعتقد بوجود الحياة الآخرة (فلسفة). موريسي هو ابن عم لاعب كرة القدم الأيرلندي روبي كين وذات مرة قال، "مشاهدة [كين] على الملعب—يمشي مثل الأسد، بخفة رائد فضاء، هو علاج نقي." كما أنه من محبي الملاكمة. وصف موريسي نفسه بأنه يعاني من الاكتئاب السريري، وقد سعى للحصول على مساعدة مهنية.

### الصورة العامة
جوليان سترينجر وصف موريسي كشخص لديه سمات متناقضة متعددة، باعتباره "نجم عادي من الطبقة العاملة الذي يحب رغم ذلك الاستحواذ على الأضواء، رجل لطيف يقول أفظع الأشياء عن الآخرين، رجل خجول وهو أيضاً نرجسي بصورة فظيعة". واقترح أيضاً أن جزءاً من جاذبية موريسي كان أنه ينقل صورة "الرجل الإنجليزي المثقف، كونه يمثل بالكامل ذلك النوع الذي يكره الرياء والنفاق، وجنسيته الهشة التي تشبه الميول المثلية". وبالمثل، وصف كاتب سيرة موريسي ديفيد بريت بأنه "إنجليزي بشكل جوهري"، بينما أطلق عليه مارك سيمبسون موال لإنجلترا ضيق الأفق. موريسي معروف بانتقاده للصحافة الموسيقية البريطانية، والملكية، والسياسيين والأشخاص الذين يأكلون اللحوم. وفقاً لبريت، فإن "هجوماته القاسية" على من لم يعجبه يتم تقديمها عادةً بطريقة "مسترخية".
During the 1980s، interviewer باول مورلي stated that موريسي "يسعى ليكون شخصاً لائقًا وينجح في ذلك لأنه كذلك بالفعل". إيدي سانديرسون، الذي أجرى مقابلة مع موريسي لـ Mail on Sunday في عام 1992، قال إنه "تحت كل الأبهة والصخب الخاص بنجم الروك، موريسي في الواقع رجل لطيف جداً، ورفيق ممتاز، ومستعد تماماً وقادر على الحديث عن أي موضوع قد يُطرح عليه". بعد أن قام بتصويره في عام 2004، وصف ميشا ريشتر موريسي بأنه "لطيف بشكل حقيقي".

### الدفاع عن حقوق الحيوان
مدافع صريح عن قضايا رعاية الحيوان وحقوق الحيوان،  موريسي نباتي منذ سن 11. وقد أوضح نباتيته بقول إنه "إذا كنت تحب الحيوانات، فمن الواضح أنه ليس من المنطقي إيذاؤها". أعلن موريسي في عام 2015 أنه نباتي صرف. تحدث عن صعوبات الانتقال من النباتية إلى النباتية الصرفة. في مقابلة عام 2018، ذكر موريسي أنه "يرفض أكل أي شيء كان له أم"، لكنه كان دائمًا يواجه صعوبات مع الطعام، مشيرًا إلى أنه يأكل فقط الخبز والبطاطا والمعكرونة والمكسرات رغم تزايد توافر الأطعمة النباتية الصرفة المتنوعة.
موريسي هو داعم لـبيتا (منظمة) (PETA). تقديراً لدعمه، كرّمته PETA بجائزة ليندا مكارتني التذكارية في حفل الذكرى السنوية الخامسة والعشرين لهم في 10 سبتمبر 2005. ظهر في إعلان لـPETA في عام 2012، يشجع الناس على تعقيم كلابهم وقططهم للمساعدة في تقليل عدد الحيوانات الأليفة المشردة. في عام 2014، عملت PETA مع الرسامة المتحركة آنا ساوندرز لإنشاء كارتون بعنوان Someday تكريماً لموريسي في عيد ميلاده الخامس والخمسين. يتميز بأغنيته "I Know It's Gonna Happen Someday" ويسلط الضوء على رحلة صوص صغير.
في يناير 2006، تلقى موريسي انتقادات عندما صرح بأنه يتفهم الدوافع وراء التكتيكات المسلحة لميليشيا حقوق الحيوان، قائلاً: "أنا أفهم لماذا يحصل مربو الفراء وما يُسمى بالعلماء المخبريين على العنف—it is because they deal in violence themselves and it's the only language they understand."  لقد انتقد الأشخاص الذين يشاركون في الترويج لأكل اللحوم، بما في ذلك جيمي أوليفر و Clarissa Dickson Wright. وقد استهدفت الأخيرة بالفعل من قبل بعض النشطاء في حقوق الحيوان بسبب موقفها من صيد الثعالب. ورداً على ذلك، قالت Dickson Wright: "موريسي يشجع الناس على ارتكاب أعمال عنف وأنا على دراية دائمة بأن شيئًا قد يحدث لي." وانتقد النائب المحافظ ديفيد ديفيس تعليقات موريسي، قائلاً إن "أي تحريض على العنف هو خطأ بالطبع في مجتمع متحضر ويجب التحقيق فيه من قبل الشرطة". كما انتقد موريسي العائلة البريطانية المالكة لتورطهم في صيد الثعالب.
في عام 2006، رفض موريسي تضمين كندا في جولته العالمية ذلك العام وبدأ في دعم مقاطعة البضائع الكندية احتجاجًا على صيد الفقمة السنوي للبلاد، والذي وصفه بأنه "مذبحة همجية وقاسية". في عام 2018، غيَّر موقفه معتقدًا أن "موقفه السابق لم يكن مفيدًا في النهاية ولم يساعد أحدًا"، وتعهد بالتبرع لمجموعات حماية الحيوانات في المدن التي سيؤدي فيها. كما دعا تلك المجموعات لإقامة أكشاك في حفلاته الموسيقية.
أثناء مقابلة مع سيمون آرميتاج في 2010، قال موريسي إن "لا يمكنك إلا أن تشعر بأن الصينيين نوعية أدنى" بسبب معاملتهم "المروعة" للحيوانات. قال آرميتاج: "لابد أنه كان يعلم أن هذا سيحدث ضجة، فهو ليس غبيًا. ولكنه بوضوح، عندما يتعلق الأمر بحقوق الحيوان ورفاهية الحيوان، فهو ثابت تمامًا في معتقداته. في رأيه، إذا كنت تعامل الحيوان بشكل سيء، فأنت أقل من إنسان."
في حفل موسيقي في وارسو يوم 24 يوليو 2011، صرح موريسي قائلاً: "نحن جميعاً نعيش في عالم قاتل، كما أظهرت الأحداث في النرويج، مع 97  [ك‍] قتيلاً. على الرغم من أن ذلك لا يعد شيئاً مقارنةً بما يحدث في ماكدونالدز وKentucky Fried Shit كل يوم." تم وصف تعليقاته، التي تشير إلى هجوما النرويج 2011 التي أسفرت عن مقتل 77 شخصاً، بأنها فظة وغير حساسة من قبل NME. وشرح لاحقاً بيانه قائلاً: "إذا كنت تشعر بالرعب وبحق من القتل في النرويج، فإنه بالتأكيد يتبع بشكل طبيعي أن تشعر بالرعب من قتل أي كائن بريء. لا يمكنك تجاهل معاناة الحيوانات ببساطة لأن الحيوانات 'ليست نحن'."
في فبراير 2013، بعد الكثير من التكهنات، تم الإبلاغ عن أن مركز ستابلز وافق لأول مرة على جعل جميع الباعة في الساحة نباتيين تمامًا لأداء موريسي في 1 مارس، بتعاقد إغلاق جميع باعة ماكدونالدز. في بيان صحفي، صرح موريسي، "لا أنظر إلى الأمر كنصر لي، ولكن كنصر للحيوانات." تم رفض الطلب سابقًا لـبول مكارتني. على الرغم من هذه التقارير، احتفظ مركز ستابلز ببعض باعة اللحوم بينما قام بإغلاق ماكدونالدز. لاحقًا في فبراير، ألغى موريسي ظهوراً في جيمي كيميل لايف! بعد أن علم أن الضيوف في تلك الليلة ضموا أيضًا طاقم Duck Dynasty، وهو برنامج واقعي حول عائلة تصنع صفارات البط للاستخدام في الصيد. ووصفهم موريسي بأنهم "قتلة متسلسلون للحيوانات".
في عام 2014، صرح موريسي بأنه يعتقد أنه "لا يوجد فرق بين أكل الحيوانات والبيدوفيليا. كلاهما اغتصاب، وعنف، وقتل". في سبتمبر 2015، أعرب عن اشمئزازه من فضيحة "Piggate"، قائلاً إنه إذا كان رئيس الوزراء ديفيد كاميرون قد أدخل بالفعل "جزءًا خاصًا من تشريحه" في فم رأس خنزير ميت مفصول أثناء وجوده في الجامعة، فإن ذلك يظهر "قساوة وانعدامًا تامًا للتعاطف لا يناسبان رجلاً في منصبه، وعليه الاستقالة". وأيضًا في سبتمبر، وصف حملة السياسي الأسترالي جريج هنت لقتل 2 مليون من القطط الغازية بأنها "حماقة"، واصفًا القطط بأنها نسخ أصغر من الأسد سيسيل.
مواجهًا موجة من الجدل في عام 2019، حظر موريسي جميع المنتجات اللحومية في المكان الذي كان يؤدي فيه في هيوستن. وقد قام الموسيقيان جوش أ وجيك هيل بانتقاد موريسي وانتقاد الحظر، وألغيا حفلهما احتجاجًا. وأصدرا في نهاية المطاف أغنية مُعارضة ضده في أكتوبر 2019، بعنوان "عديم القيمة".

### الجنسية

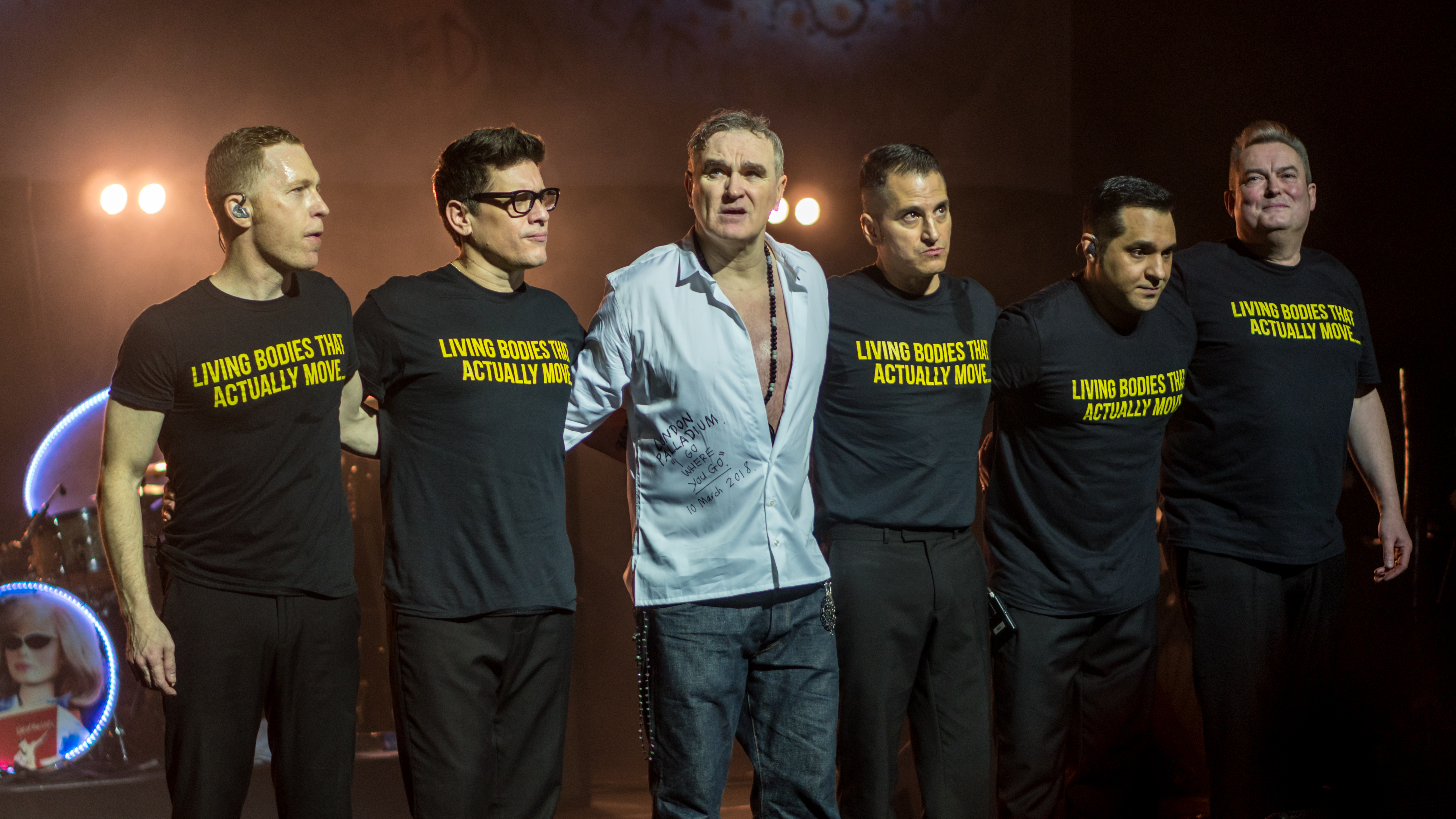
موريسي مع فرقته بعد أداء عام 2018 في بالاديوم لندن

كانت جنسية موريسي موضوعًا للكثير من التكهنات والتغطية في الصحافة البريطانية خلال مسيرته المهنية، مع ادعاءات متفاوتة تشير إلى أنه كان ممتنعًا، أو غير متحقق جنسيًا، أو مزدوج الميول الجنسية. في رسالة عام 1980 وصف كل من نفسه و"صديقته" بأنهما مزدوجا الميول الجنسية. تُذكر الموسوعة البريطانية أنه خلق "شخصية متضاربة بشكل مؤثر (إعلان صاخب للامتناع يعوضه تلميحات ذكية حول المثلية المقموعة)" جعلته "قلبًا مؤرَقًا بشكل غريب". زادت التكهنات بشكل أكبر بسبب الإشارات المتكررة لثقافة فرعية للمثليين والمصطلحات الدارجة لها في كلماته. في عام 2006، قالت ليز هوجارد من الإندبندنت: "بعد 15 عامًا فقط من إلغاء تجريم المثلية الجنسية، كانت كلماته تغازل كل نوع من أنواع الثقافة الفرعية للمثليين".
خلال سنواته مع السميثس، أعلن موريسي أنه كان عفيفًا، مما لفت الانتباه في وقت كانت فيه موسيقى البوب مُسيطر عليها من قِبَل الجنس المرئي. قال مار في مقابلة عام 1984 أن موريسي "لا يشارك في الجنس في الوقت الحالي ولم يفعل ذلك لفترة من الوقت". بشكل متكرر، سأله المحاورون إذا كان مثلي الجنس، وهو ما أنكره. ردًا على أحد هذه الاستفسارات في عام 1985، صرح بأنه "لا يعرّف مثل هذه المصطلحات مثل المغايرة، المثلية، الازدواجية، وأعتقد أنه من المهم أن يكون هناك شخص في موسيقى البوب هكذا. هذه الكلمات تسبب ضررًا كبيرًا، تربك الناس وتجعلهم يشعرون بعدم السعادة، لذا أريد القضاء عليها." ومع تطور مسيرته المهنية، كان هناك ضغط متزايد عليه للخروج من الخزانة، رغم أنه قدم نفسه كمزدوج الميول غير الممارس. في مقابلة عام 1989، قال إنه كان "دائما منجذبًا إلى الرجال والنساء الذين لم يكونوا منجذبين إليّ" وبالتالي لم يكن لديه "علاقات على الإطلاق". في عام 2013، أصدر بيانًا قال فيه، "للأسف، أنا لست مثلي الجنس. في الواقع الفني، أنا إنسانجنسي. أنا منجذب للبشر. ولكن، بالطبع ... ليس للكثير." 
في عام 1997، قال موريسي إنه تخلى عن العزوبية وأنه كانت له علاقة مع ملاكم كوكني. وكشف في سيرته الذاتية أن هذا الشخص كان جيك والترز. بدأت علاقتهما في عام 1994، وعاشا معاً حتى عام 1996. في مقابلة في مارس 2013، قال والترز: "أنا وموريسي كنا أصدقاء لفترة طويلة، ربما حوالي 20 عاماً." ارتبط موريسي لاحقاً بتينا دهقاني. تحدث عن إنجابه لطفل مع دهقاني، والتي وصف أن لديه معها "التزام غير معقد". كما يذكر موريسي في سيرته الذاتية علاقة مع رجل إيطالي أصغر سناً، معروف فقط باسم "جيلاتو"، والذي سعى معه لشراء منزل حوالي عام 2006.
في مقابلة عام 2015، صرّح موريسي: "أنا لا أنتمي إلى أي فئة جنسية على الإطلاق لذا لا أشعر أن الناس يرونها كشيء جنسي، بل كشيء حميم."

### الآراء السياسية

#### السياسة البريطانية
في ورقة أكاديمية عن "ذا سميثز"، وصف جوليان سترينجر الفرقة بأنها "واحدة من أكثر الفرق الموسيقية السياسية وضوحًا في بريطانيا"، بينما وصف أندرو وارنز الفرقة بأنها "الأكثر معاداة للرأسمالية". وصف سيمون جودارد موريسي بأنه "مؤيد للطبقة العاملة، معادٍ للنخبة ومعادٍ للمؤسسات. ويشمل ذلك جميع الأحزاب السياسية، البرلمان نفسه، جميع المدارس العامة، أوكسبريدج، الكنيسة الكاثوليكية، الملكية، الاتحاد الأوروبي، البي بي سي، الصحافة العريضة والصحافة الموسيقية. لأن تعليقاته لا تتفق مع أي أجندة سياسية معينة فإنه يربك الناس، خاصة على اليسار. إذا كان هناك شيء، فهو رافض (الاتحاد السوفيتي) محترف."
موريسي قد أبدى آراء معادية للملكية منذ سنوات مراهقته وانتقد بشدة الملكية البريطانية. في مقابلة عام 1985 مع سيمون غارفيلد، صرح بأنه كان دائمًا "يحتقر الملكية" وأن الشعور الملكي هو "تفانٍ زائف". في مقابلة عام 2011، عرّف علنًا بأنه جمهوري، قائلاً إنه يعتبر العائلة البريطانية المالكة "متسولي الإعانات ولا شيء آخر". في مقابلة عام 2012 مع ستيفن كولبير، تحدث ضد اليوبيل الماسي للملكة إليزابيث الثانية، قائلاً: "كان احتفالًا بماذا؟ 60 عامًا من الديكتاتورية. إنها ليست [ملكتي]. أنا لست خاضع".
أول ألبوم منفرد لموريسي، فيفا كراهية، تضمن مقطوعة بعنوان "مارغريت على المقصلة"، سخرية من مارغريت ثاتشر. قامت شرطة العاصمة بلندن بالتحقيق مع موريسي نتيجة كلمات الأغنية. بعد وفاتها في عام 2013، وصفها موريسي بأنها "إرهاب بلا ذرة من الإنسانية" وقال "كل حركة قامت بها كانت مشحونة بالسلبية". وصف خليفة تاتشر، جون ميجر، بأنه "ليس فكرة أحد عن رئيس وزراء . . . خطأ بشري فظيع". ألبومه الاستوديو السابع، أنت المحجر يشمل المقطوعة "دماء أيرلندية، قلب إنجليزي"، ووصفت بأنها "السياسية الأكثر وضوحا في مسيرته حتى الآن"، مع كلمات تندد بحزب المحافظين، حزب العمال، الملكية، والسياسي البريطاني التاريخي البارز أوليفر كرومويل. خلال حرب العراق، وصف جورج بوش الابن وتوني بلير بأنهم "طغاة لا يطاقون وأنانيون مجانين". في فبراير 2006، صرح موريسي بأنه تم استجوابه من قبل مكتب التحقيقات الفيدرالي والمخابرات البريطانية بعد انتقاده للحكومتين الأمريكية والبريطانية. وقال: "كانوا يحاولون تحديد ما إذا كنت خطرا على الحكومة . . . لم يستغرقهم الأمر طويلا لإدراك أنني لست كذلك". في عام 2010، أيد بيان مار بأن رئيس الوزراء ديفيد كاميرون كان ممنوعاً من حب السميثس، منتقداً هواية رئيس الوزراء في صيد الغزلان. رداً على هجوم مانشستر أرينا 2017 في مايو 2017، انتقد موريسي رئيسة الوزراء تيريزا ماي، عمدة لندن صادق خان، عمدة مانشستر الكبرى أندي بيرنهام، وإليزابيث الثانية بسبب تصريحاتهم حول التفجير.

#### الاتحاد الأوروبي
في عام 2013، قال موريسي إنه "كاد أن يصوت" لصالح حزب استقلال المملكة المتحدة، معبراً عن إعجابه برئيس الحزب نايجل فاراج ومدعماً شكوكية أوروبية فاراج بشأن عضوية المملكة المتحدة في الاتحاد الأوروبي. في عام 2019، قال موريسي: "من الواضح أنه "[فاراج] سيكون رئيس وزراء جيد—إذا كان بإمكان أي منا أن يتذكر فعلاً ما هو رئيس الوزراء الجيد."
في أكتوبر 2016، أشاد الاستفتاء على عضوية المملكة المتحدة في الاتحاد الأوروبي ووصفه بأنه "رائع" وقال إن البي بي سي قد "شوهت بشكل مستمر" داعمي حملة المغادرة. في عام 2019، جادل بأن نتيجة الاستفتاء على الاتحاد الأوروبي يجب أن تُحترم، مصرحًا "لقد كان رأيي دائمًا أن نتيجة الاستفتاء يجب أن تُنفذ. إذا كانت نتيجة التصويت هي البقاء فلن يكون هناك أي شك أننا سنبقى. ومن أجل الديمقراطية الحقيقية، لا يمكنك الجدال ضد رغبة الشعب" وأضاف أنه وجد "لا شيء جذابًا على الإطلاق في الاتحاد الأوروبي."

#### العرق والدعم لآن ماري ووترز
موريسي واجه اتهامات مستمرة بالعنصرية منذ أوائل التسعينيات من وسائل الإعلام والمعلقين حول العالم، والتي أثارتها تعليقاته وأفعاله والمواد المسجلة. وقد نفى باستمرار اتهامات العنصرية، وربح دعوى تشهير أجبرت على اعتذار من موسيقى إكسبرس جديدة، وهي مجلة موسيقية بريطانية، قائلة: "نحن لا نعتقد أن [موريسي] عنصري."
مصادر مختلفة اتهمت موريسي بالعنصرية بسبب الإشارة إلى الجبهة الوطنية، حزب سياسي يميني متطرف، في أغنيته لعام 1992 "الديسكو الوطني للجبهة الوطنية"؛ وقد تمت الإشارة إلى أن هذا النقد تجاهل السياق الساخر للأغنية، التي أظهرت شفقة بدلاً من تمجيد مؤيدي الحزب. وفقًا لبريت، فإن هذه وغيرها من مزاعم العنصرية تضمنت عادةً إخراج كلمات الأغاني من سياقها مثل "البنغالي في المنصات" و"الروت الآسيوي". أصدرت مجلة NME" أيضاً اتهاماً لموريسي بالعنصرية بناءً على الصور التي استخدمها خلال أدائه في مهرجان مادستوك في متنزه فينسبري شمال لندن عام 1992؛ حيث استخدم موريسي صورًا لفتيات حليقو الرؤوس كخلفية، ولف نفسه بعلم الاتحاد. على النقيض، أدت هذه الأفعال إلى إطلاق الجماهير صيحات الاستهجان على موريسي من قبل مجموعة من حليقي الرؤوس النازيين الجدد في الجمهور، والذين اعتقدوا أنه كان يستخدم ثقافة حليق الرؤوس بشكل غير ملائم.
موريسي رفع دعوى ضد NME بتهمة التشهير بسبب مقال نُشر في عام 2007 انتقد موريسي بعد أن زُعم أنه قال لأحد الصحفيين إن الهوية البريطانية قد اختفت بسبب الهجرة. وتم اقتباسه قائلاً: "من الصعب جداً [العودة إلى إنجلترا] لأن، على الرغم من أنني ليس لدي أي شيء ضد الناس من الدول الأخرى، إلا أنه كلما زادت التدفق إلى إنجلترا كلما اختفت الهوية البريطانية. ... بوابات إنجلترا تغمرها المياه. البلد قد أُلقي به." ووصف مديره المقال بأنه "اغتيال الشخصية". في عام 2008، قدمت The Word اعتذاراً في المحكمة عن قطعة كتبها ديفيد كونتيك، علقت على مقال NME لعام 2007 واقترحت أن موريسي كان عنصرياً. قبل موريسي اعتذار The Word. بدأت الدعوى القضائية ضد NME في أكتوبر 2011 بعد أن فاز موريسي بجلسة استماع قبل المحاكمة. كان من المقرر أن يكون قضية موريسي ضد محرر NME كونور مكينيكولاس والناشر IPC قد سُمعت في يوليو 2012. وقد تم تسوية النزاع في يونيو 2012، حيث أصدرت NME اعتذاراً علنياً. قال محامي موريسي إن "لم تُطلب أي أموال كجزء من التسوية. ... اعتذار NME في حد ذاته كافٍ كتسوية ويغلق القضية."
تصريح موريسي لعام 2010 الذي وصف فيه الصينيين بأنهم "تحت فصيلة" في إشارة إلى معاملتهم للحيوانات تم إدانته على نطاق واسع كعنصري من قبل العديد من المصادر.
في أكتوبر 2017، عبّر عن رأيه بأن انتخابات قيادة حزب الاستقلال البريطاني لسنة 2017 قد تم التلاعب بها ضد الناشطة المعارضة للإسلام آن ماري ووترز. في أبريل 2018 أيد حزب ووترز اليميني الجديد، من أجل بريطانيا، وارتدى لاحقًا شارة الحزب خلال عدة عروض في مدينة نيويورك في 2019. رؤية موريسي لدعم حزب من أجل بريطانيا أدت إلى سحب إعلانات ألبومه ابن كاليفورنيا من محطات مرسيريل، ورفض عدة متاجر تسجيلات بيع الألبوم. في يونيو 2018، أكد موريسي دعمه لووترز وحزب من أجل بريطانيا، قائلاً "إنها تؤمن بالتراث البريطاني وحرية التعبير، وتريد أن يعيش الجميع في المملكة المتحدة تحت نفس القانون. أجد هذا مقنعاً." في الوقت نفسه، أعرب موريسي أيضاً عن تعليقات تنتقد معاملة الناشط المعارض للإسلام تومي روبنسون، وقال: "من الواضح جداً أن حزب العمال أو المحافظين لا يؤمنون بحرية التعبير ... أعني، انظر إلى المعاملة المروعة لتومي روبنسون."
في يونيو 2019، رفض موريسي المزيد من اتهامات العنصرية ضده، قائلاً: "الكلمة لا معنى لها الآن. الجميع في النهاية يفضلون عرقهم الخاص - هل هذا يجعل الجميع عنصريين؟"  رداً على تعليقاته السياسية الأخيرة، اتهم المغني وكاتب الأغاني بيلي براغ موريسي بسحب إرث جوني مار وفرقة سميثس "إلى الأوساخ". كتب نيك كاف رسالة مفتوحة يدافع فيها عن حق موريسي في حرية التعبير للتعبير عن معتقداته، وكذلك تجادله بأن يجب فصل إرثه الموسيقي عن آرائه السياسية.

في يناير 2023، رداً على الشائعات بأن مايلي سايرس قررت سحب صوتها من الأغنية "أنا فيرونيكا" من ألبومه محرقة المراهقين بسبب آرائه السياسية، نشر موريسي بياناً على موقعه الإلكتروني يرفض الادعاءات بأنه يميني متطرف، ووضح موقفه السياسي بشكل أكبر;
سياساتي واضحة: أدرك الحقائق. بعض الحقائق ترعبني، وبعضها لا، لكنني أقبل أنني لم أُخلق لكي يُسعدني الآخرون ويمتعوني بكل ما يعتقدونه ويفعلونه – يا لها من حياة مملة ستكون. لقد أُهنت طوال حياتي، وهذا قد قوى من عزيمتي، وأنا سعيد بذلك. لن أريد الرحلة بأي طريقة أخرى. فقط من خلال سماع آراء الآخرين يمكننا تشكيل وجهات نظر عقلانية حقًا، ولذلك يجب علينا ألا نقبل أبداً مجتمع النحل الذي يرفض التفكير في مجموعة متنوعة من الآراء.

#### السياسة الأمريكية
خلال إحدى الحفلات في دبلن في يونيو 2004، علّق موريسي على وفاة رونالد ريغان، قائلاً إنه كان يفضل لو أن جورج بوش الابن قد توفي بدلاً منه. انتقد موريسي علناً الحرب على الإرهاب وندد ببوش باعتباره "الإرهابي الأكثر شهرة في العالم، حيث يقوم بطريقة غريبة بقصف الأبرياء في العراق بدعوى الحرية والديمقراطية" في سيرته الذاتية.
خلال حفل موسيقي في يناير 2008، صرح موريسي "God Bless باراك أوباما" وانتقد هيلاري كلينتون، وسماها "Billary Clinton". في عام 2015، اتهم أوباما بعدم القيام بما يكفي لمواجهة وحشية الشرطة، قائلاً إنه لا يمكنه "أن يراه يفعل أي شيء على الإطلاق لصالح المجتمع الأسود إلا تحذيرهم من ضرورة احترام قوات الأمن." وأعلن دعمه لكلينتون في الانتخابات الرئاسية الأمريكية 2016، على الرغم من أنه انتقدها لاحقًا بأنها "وجه وصوت المال المجتمع" وأشاد بـبيرني ساندرز بأنه "عاقل وذكي"، متهماً الإعلام الأمريكي بأنه لم يولِ الحملة اهتماماً كافياً. وصف موريسي دونالد ترامب بأنه "Donald Thump" واتهمه بعدم التعاطف مع ضحايا الهجوم على نادي ليلي في أورلاندو في أورلاندو (فلوريدا). عندما سئل في مقابلة عام 2017 إذا ما كان سيضغط على زر من شأنه قتل ترامب إذا أتيحت له الفرصة، أجاب بأنه "سيفعل، لأمان الجنس البشري." وقال لاحقاً أن الخدمة السرية (الولايات المتحدة) استجوبته بشأن تعليقاته عن ترامب.

## التأثير والإرث
وصف كاتب السير ديفيد بريت بأنه فنان يثير الجدل بين من يحبونه ومن يكرهونه، مع وجود مساحة ضئيلة للتسوية بين الاثنين. أطلقت عليه الصحافة لقب "بابا الحزن".

### القاعدة الجماهيرية

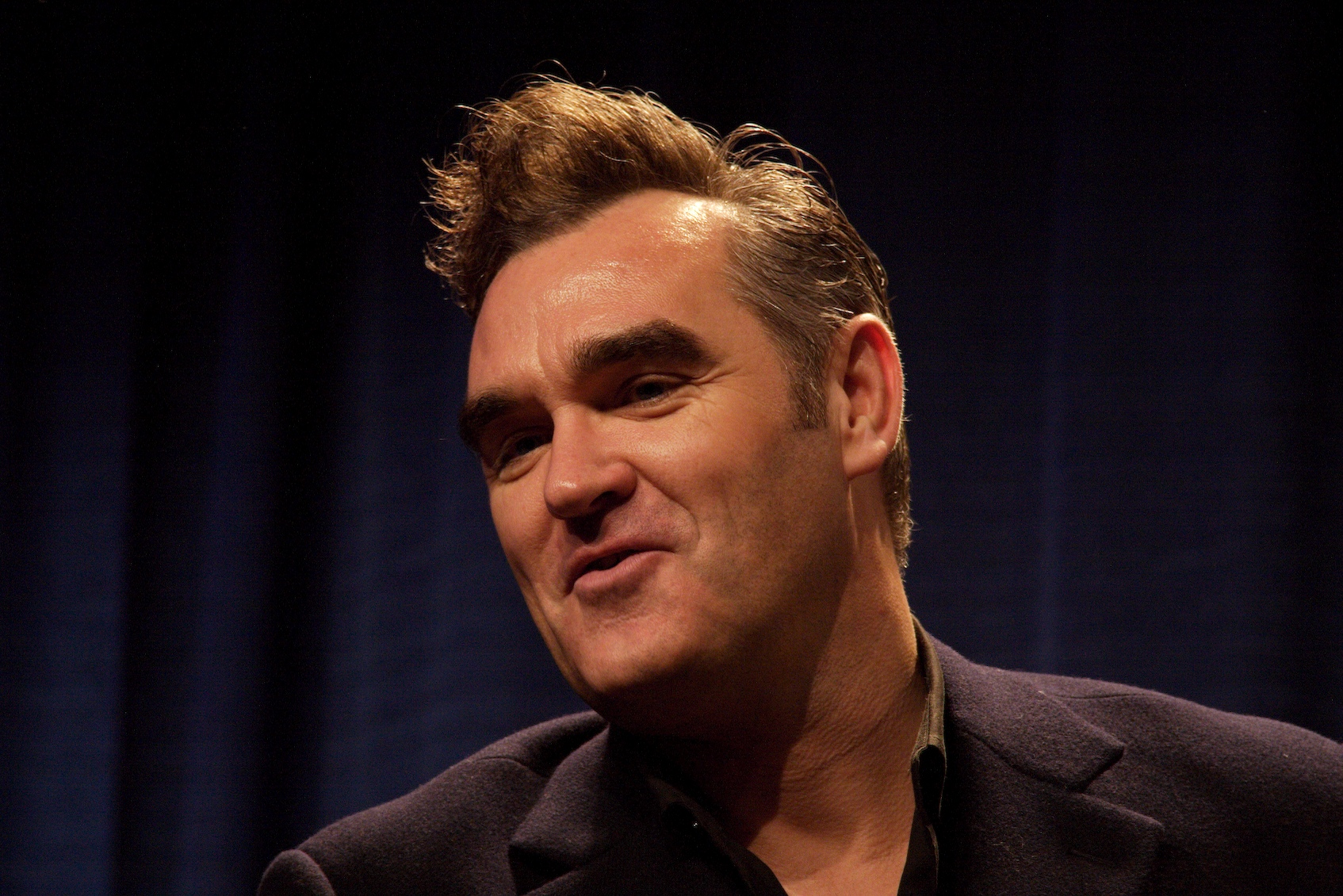
موريسي في عام 2006

ذكر سيمبسون أن موريسي لديه قاعدة جماهيرية عالمية لا مثيل لها في تفانيها للمغني، واصفاً هذا بأنه "نوع من التفاني الذي لا يحظى به عادة إلا النجوم الراحلون". تم وصف معجبي موريسي بأنهم من بين أكثر معجبي البوب والروك ولاءً. تُعَدُّ مجلة موسيقى إكسبرس جديدة موريسي كأحد "أكثر الفنانين تأثيراً على الإطلاق"، بينما يقول الإندبندنت: "معظم نجوم البوب يجب أن يكونوا قد ماتوا قبل أن يصلوا إلى الوضع الأيقوني الذي وصل إليه في حياته". وفقاً لبريت، "تابع معجبو موريسي بشكل ديني كل إخفاقاته ونجاحاته". وأبرز سيمبسون مثالاً خلال جولة موريسي "غير متوازن" لعام 1996 في الولايات المتحدة، حيث طلب الشباب من المغني أن يوقع على أعناقهم، ثم قاموا لاحقاً بتحويل هذه التوقيعات إلى وشوم دائمة على بشرتهم. قارن روغن بين موريسي وشخصية وايلد، دوريان غراي، "بالعكس؛ بينما يتقدم في العمر ببطء، يبقى جمهوره شاباً". كما أشار روغن إلى أنه بينما يكون على خشبة المسرح، يفرح موريسي بـ "العبادة المسيانية" لمعجبيه.
Soon after achieving national fame، موريسي أصبح أيقونة للمثليين، مع ملاحظة بريت أنه بحلول بداية مسيرته الفردية، كان لموريسي بالفعل "جمهور مثلي ضخم". تأثر هذا التطور بالتكهنات حول ميوله الجنسية الخاصة، وكلماته التي تناولت موضوعات مثل الجنس بين الفئات العمرية المختلفة والشباب العاملين في الدعارة، فضلاً عن الاستخدام المكثف من قبل ذا سميثز للصور المثلية والمخيمات على أغلفة تسجيلاتهم. لم يقتصر الجمهور المثلي لموريسي على الدول الغربية، حيث ظل شائعًا داخل المجتمع المثلي الياباني أيضًا.
كما أن لدى موريسي قاعدة جماهيرية كبيرة من ذوي الأصول الإسبانية، وخاصة في المكسيك وبين أمريكيون مكسيكيون (شيكانو) في غرب الولايات المتحدة. وقد لاقت موسيقاه استجابة من هذه المجتمعات بسبب تشابهها مع النوع التقليدي من الموسيقى المكسيكية رانشيرا، الذي يدور حول الرومانسية والاستعارات الكئيبة والبالاد البطيئة. وأصبح انتشار شعبية موريسي بين ذوي الأصول الإسبانية معروفًا على نطاق واسع بعد أن قام بجولة في أمريكا اللاتينية لأول مرة في عام 2000. في ملف شخصي كتبه Chuck Klosterman في 2002 لمجلة Spin والتي حللت علاقة موريسي مع المجتمع اللاتيني، نظّر أن تأثيراته الروكابيلي كانت تُرى كتلميح إلى ثقافة الجريسر الشعبية بين اللاتينيين وأن مكانته كابن لمهاجرين أيرلنديين في إنجلترا رنّت مع الأسر المهاجرة في لوس أنجلوس.
في مناسبات عديدة، أقرّ موريسي بجمهوره المكسيكي. خلال حفل موسيقي في كاليفورنيا عام 1999، قال، "أتمنى لو كنت ولدت مكسيكياً، لكن فات الأوان الآن لذلك." أطلق أغنية "المكسيك" في 2004، التي احتوت على كلمات تدين امتياز البيض. يُظهر فيلم 25 Live جاذبية خاصة بين معجبيه من أصل لاتيني/شيكانو. فرقة تكريم تدعى Mexrrissey تؤدي أغاني موريسي مباشرةً مترجمة إلى الإسبانية. يحتوي فيلم مارفل عام 2018 الرجل النملة والدبورة على مشهد يتحدث فيه الشخصية لويس عن كيف كانت جدته تمتلك جهاز جوكبوكس "كان يعزف فقط أغاني موريسي" بسبب حب اللاتينيين لموسيقاه. أشار المخرج بيتن ريد إلى أنها كانت "تفصيل مضحك وحقيقي للغاية".
العديد من مواقع المعجبين بموريسي موجودة. في أوائل العقد 2000 أصدر موريسي إشعار "وقف وكف" ضد موقع المعجبين موريسي سولو لنشر ادعاءات، لم تُثبت أبدًا، بأن موريسي فشل في دفع أعضاء فريق جولته. في عام 2011، أصدر حظرًا على حضور الحفلات مدى الحياة ضد مالك الموقع الذي زُعم أنه تسبب في "ضيق متعمد لموريسي وفرقة موريسي" على مدى سنوات عديدة. موقع آخر للمعجبين، True-To-You، لديه علاقة وثيقة مع موريسي وكان يعمل كموقعه الرسمي للبيانات حتى مايو 2017. في أبريل 2018، أطلق موريسي موقعه الخاص، موريسي Central.

### التأثير
موريسي يُشار إليه بشكل روتيني على أنه فنان ذو تأثير كبير، سواء في مسيرته الفردية أو مع ذا سميثز. أَشارت بي بي سي إليه على أنه "أحد أكثر الشخصيات تأثيراً في تاريخ البوب البريطاني"، وسَمَّت موسيقى إكسبرس جديدة ذا سميثز "أكثر الفنانين تأثيراً على الإطلاق" في استطلاع 2002، متفوقاً حتى على البيتلز. وذكرت Rolling Stone في تسمية له كأحد أعظم المُغنين على الإطلاق في استطلاع 2014، أن "رفضه للتقاليد" في أسلوبه الغنائي وكلماته هو السبب في "إعادة تعريفه لصوت الروك البريطاني على مدى الربع قرن الماضي". وقد نُسب تأثير موريسي المستمر إلى ذكائه، و"القدرة اللامتناهية للتأويل" في كلماته، وجاذبيته لـ"التأمل الدائم، وانعكاس الذات، والأنانية" لجماهير "الشباب المحروم"، مقدماً "رفقة" غير معتادة للعَدَدِ الواسع من الناس. وصف بول أ. وودز موريسي بأنه "النجم الروك أند رول الأكثر غرابة في بريطانيا خلال عدة عقود"، مشيراً إلى أنه في الوقت نفسه كان "الأكثر أهمية". وصفه بريت بأنه "ربما الشاعر الغنائي الأكثر موهبة وخيالا في جيله"، مُدَرِجاً إياه جنباً إلى جنب مع ليونارد كوهين، بوب ديلن، وجاك بريل كواحد من "monstres sacrés".
الصحفي مارك سيمبسون يصف موريسي بـ "أحد أعظم كتّاب كلمات البوب - وربما أعظم كاتب كلمات عن الرغبة على الإطلاق - الذي قد تنهد". ويلاحظ أن "حضوره الكامل يظهر في أغانيه بشكل لا يفعله مع القليل من الفنانين الآخرين، بطريقة لا يمكن لمعجبي معظم الفنانين الآخرين . . . أن يتحملوها للحظة". ويدعي سيمبسون أيضًا أن "بعد موريسي لا يمكن أن يكون هناك المزيد من نجوم البوب. لقد كانت مواهبه غير قابلة للمقارنة . . . [معرفته] التي لا تضاهى بالمعايير البوب، خياله الذي لا مثيل له فيما يمكن أن يعنيه أن تكون نجم بوب، وطموحه المدهي لتحويله إلى فنٍ عظيم، لا يمكن إلا أن يستنفذ الشكل إلى الأبد".
في عام 2006، تم اختيار موريسي كثاني أعظم رمز بريطاني حي في استطلاع أجرته عرض الثقافة التابع لـبي بي سي. يؤكد دليل الموسيقى الشامل للروك على أن "الاهتمامات الغنائية" لموريسي، خاصة المواضيع المتعلقة بالهوية الإنجليزية، ثبتت بأنها مؤثرة بشكل كبير على الفنانين اللاحقين. وصف الصحفي فيليب كولينز أيضًا بأنه تأثير كبير على الموسيقى الحديثة و"أفضل شاعر غنائي بريطاني في الذاكرة الحية". في عام 1998، تلقى جائزة إيفور نوفيلو عن مساهمته البارزة في الموسيقى البريطانية من الأكاديمية البريطانية للمؤلفين والملحنين والمؤلفين. في عام 2002، اعتبرت NME، رغم أنها تعتبر في هذه المرحلة ناقدًا لموريسي، أنه "الفنان الأكثر تأثيرًا على الإطلاق". في عام 2004، منحته Q جائزة أفضل شاعر غنائي لها.

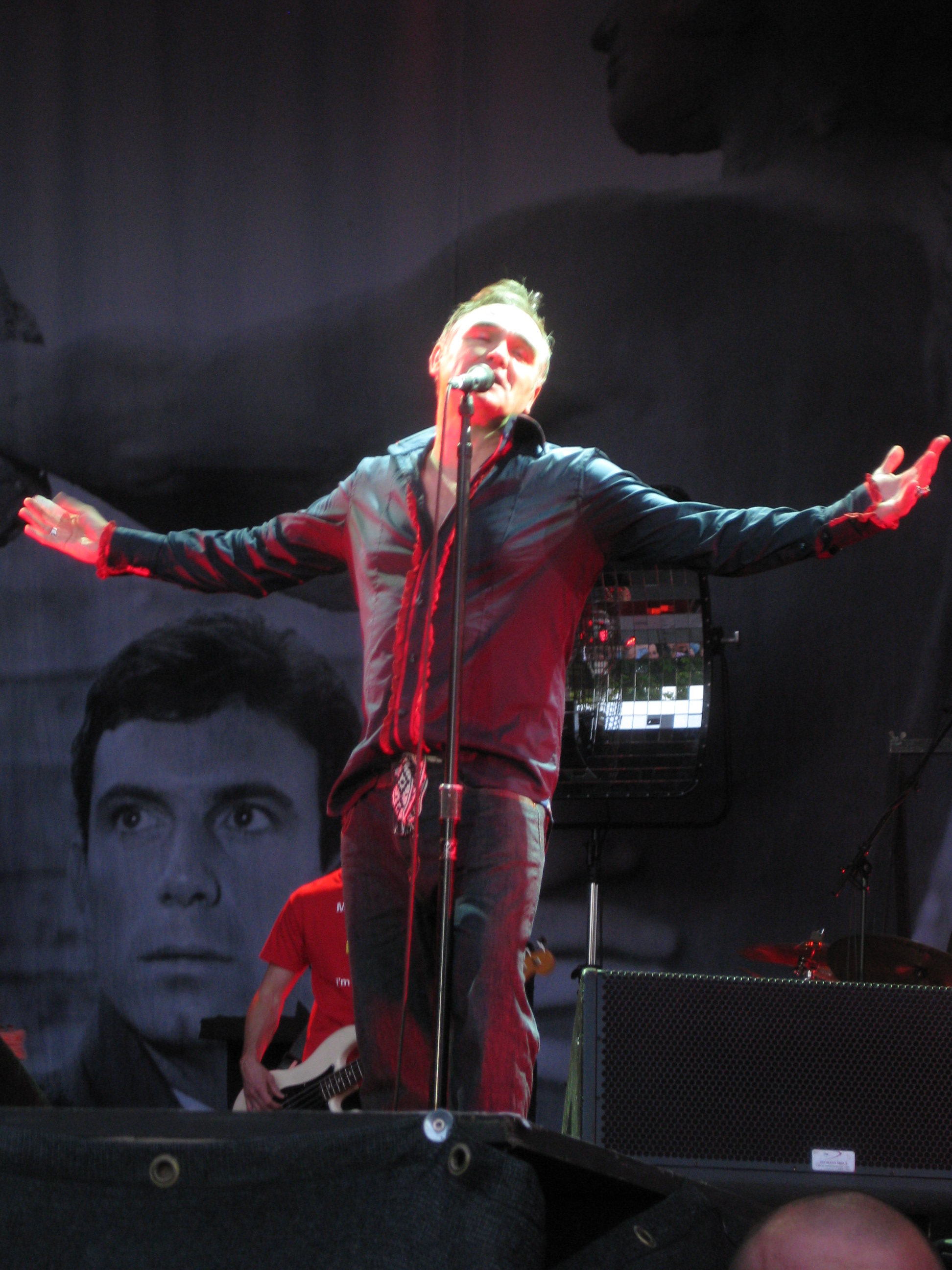
موريسي يؤدي في عام 2011

 في نوفمبر 2008، مجلة رولينغ ستون صنفت موريسي في المرتبة 92 من بين "أفضل 100 مغني على مر العصور". تم تجميع القائمة من بطاقات اقتراع نائب عنها لجنة مؤلفة من 179 "خبير موسيقي"، مثل بروس سبرينغستين، أليشيا كيز وبونو، الذين طُلب منهم تسمية 20 من مغنيهم المفضلين.
استجاب علماء آخرون بشكل إيجابي لأعمال موريسي، بما في ذلك الندوات الأكاديمية في جامعات مختلفة بما في ذلك جامعة ليمريك وجامعة مانشستر متروبوليتان. غافين هوبز، زميل باحث وعالم أدبي في جامعة سانت أندروز، كتب دراسة أكاديمية كاملة عن أعمال موريسي، واصفاً إياه بأنه يمكن مقارنته بـأوسكار وايلد، جون بيتجيمان، وفيليب لاركن، مشيراً إلى أوجه التشابه بين موريسي وصمويل بيكيت.
نشرت المجلة البريطانية للطعام مقالاً في عام 2008 الذي طبق كلمات موريسي على بناء علاقات عمل إيجابية. تم نشر كتاب من المقالات الأكاديمية حرره إوين ديفيرو، أيلين ديلان ومارتن باور، موريسي: الفاندوم والتمثيلات والهوية، الذي يركز على مسيرة موريسي الفردية، في عام 2011.
يُعتبر على نطاق واسع مبتكرًا مهمًا في مشهد الموسيقى المستقلة؛ بينما وصفت بيتشفورك ميديا في عام 2004 أنه "أحد أكثر الشخصيات تفردًا في الثقافة الشعبية الغربية خلال العشرين عامًا الماضية." كتب ناقد من لوس أنجلوس تايمز أن موريسي "ابتكر النموذج الحديث للإيندي روك" وأن العديد من الفرق الموسيقية التي تشارك في مهرجان كواتشيلا فالي للموسيقى والفنون "لن تكون هناك — أو على الأقل، لن تبدو كما هي — لو لم يكن بسببه". وبالمثل، وصف الناقد ستيفن ولس موريسي بأنه "الرجل الذي اخترع بشكل أو بآخر الموسيقى المستقلة" وفنان "يُجسد أكثر من أي شخص آخر" ثقافة الإيندي. يكتب ستيفن توماس إيرلواين من Allmusic أن سمايثس وموريسي "ألهموا كل فرقة بارزة" في عصر بريت بوب، بما في ذلك سويد، بلر، أويسس، وPulp. وقد تأثر أيضًا فنانون رئيسيون آخرون من ضمنهم جيف بوكلي وتوم يورك بموريسي.
Colin Meloy من فرقة Decemberists، الذي سجل ألبوم EP في عام 2005 يتضمن أغاني مغطاة لـ موريسي بعنوان Colin Meloy Sings Morrissey، أقر بتأثير موريسي على كتاباته للأغاني: "يمكنك إما أن تتشبع بتلك الهالة من نرجسية المصير المحتوم، أو يمكنك أن تجدها مضحكة. لقد اعتقدت دائمًا أن هذا كان تفاعلًا مثيرًا للاهتمام في كتاباته للأغاني، ولا يمكنني إلا أن أطمع في أن يكون هذا النوع من التفاعل موجودًا في أغنياتي". براندون فلاور من فرقة الروك الأمريكية ذا كيلرز قد كشف عن إعجابه بـ موريسي في عدة مناسبات ويعترف بأن اهتمامه بكتابة الأغاني عن القتل مثل "Jenny Was a Friend of Mine" و "Midnight Show" يعود إلى موريسي الذي يغني عن حب "رومانسية الجريمة" في أغنية "Sister I'm a Poet". تم اقتباس فلاورز قائلاً: "درست ذلك السطر كثيرًا. وهو نوعًا ما مدمج في داخلي". ناول غلاغر وصف موريسي بأنه "أفضل شاعر غنائي سمعته في حياتي".
فيلم السيرة الذاتية لعام 2017 عن السنوات المبكرة لموريسي، بعنوان إنجلترا ملكي، كتبه وأخرجه مارك جيل (كاتب) وقام بالبطولة جاك لودين. الفيلم، الذي يشارك في بطولته جيسيكا براون فيندلي، عرض لأول مرة في الحفل الختامي لمهرجان إدنبرة السينمائي في 2 يوليو 2017، وبدأ عرضه الواسع في المملكة المتحدة والولايات المتحدة في أغسطس 2017.
في حلقة من عائلة سيمبسون بعنوان "Panic on the Streets of Springfield" في أبريل 2021، ألهم موريسي شخصية المحاكاة الساخرة كويلوغبي. بصوت بيندكت كامبرباتش، يظهر كويلوغبي كنتاج خيالي رومانسي من تخيل ليزا سيمبسون. تنهار أحلامها عندما تكتشف أنه تقدم في العمر ليصبح قائد فرقة رمادية يأكل اللحم ويعاني من زيادة الوزن ويحمل آراء مناهضة للهجرة. انتقد موريسي الحلقة باعتبارها مبنية على "جهل تام".

## الجوائز والترشيحات
جوائز بريت
| Year | المرشّح / العمل | الجائزة           | النتيجة |
| ---- | -------------- | ----------------- | ------- |
| 1995 | نفسه           | أفضل مغني بريطاني | رُشِّح     |
| 2005 | نفسه           | أفضل مغني بريطاني | رُشِّح     |

جوائز GAFFA

| Year | المرشّح / العمل | الجائزة                    | النتيجة |
| ---- | -------------- | -------------------------- | ------- |
| 2005 | نفسه           | أفضل مغني أجنبي لهذا العام | فوز     |
| 2007 | نفسه           | أفضل مغني أجنبي لهذا العام | رُشِّح     |

جوائز جرامي
| Year | المرشّح / العمل | الجائزة                | النتيجة |
| ---- | -------------- | ---------------------- | ------- |
| 1993 | Your Arsenal   | أفضل ألبوم موسيقي بديل | رُشِّح     |

جوائز آيفور نوفيلو
| Year | المرشّح / العمل | الجائزة                             | النتيجة |
| ---- | -------------- | ----------------------------------- | ------- |
| 1998 | نفسه           | مساهمة بارزة في الموسيقى البريطانية | فوز     |

Lunas del Auditorio

| Year | المرشّح / العمل | الجائزة             | النتيجة |
| ---- | -------------- | ------------------- | ------- |
| 2007 | هو نفسه        | أفضل فنان روك أجنبي | رُشِّح     |

جوائز موجو
| Year | المرشّح / العمل | الجائزة        | النتيجة |
| ---- | -------------- | -------------- | ------- |
| 2004 | نفسه           | جائزة الأيقونة | فوز     |
| 2005 | نفسه           | جائزة الإلهام  | رُشِّح     |

جوائز ميتور الموسيقية
| Year | المرشّح / العمل | الجائزة        | النتيجة |
| ---- | -------------- | -------------- | ------- |
| 2005 | نفسه           | أفضل مغني دولي | فوز     |
| 2010 | نفسه           | أفضل مغني دولي | رُشِّح     |

جوائز NME
| Year | المرشّح / العمل              | الجائزة                        | النتيجة |
| ---- | --------------------------- | ------------------------------ | ------- |
| 1984 | نفسه                        | أفضل كاتب أغاني                | فوز     |
| 1985 | نفسه                        | أفضل كاتب أغاني                | فوز     |
| 1985 | نفسه                        | الأكثر أناقة                   | فوز     |
| 1985 | نفسه                        | أفضل قصة شعر                   | فوز     |
| 1985 | نفسه                        | أفضل مغني رجل                  | فوز     |
| 1986 | نفسه                        | أفضل مغني رجل                  | فوز     |
| 1986 | نفسه                        | أروع إنسان                     | فوز     |
| 1987 | نفسه                        | أروع إنسان                     | فوز     |
| 1987 | نفسه                        | أفضل مغني رجل                  | فوز     |
| 1987 | نفسه                        | الأمان الجنسي                  | فوز     |
| 1988 | نفسه                        | الغلاف المفضل لـ NME لعام 1988 | فوز     |
| 1988 | نفسه                        | أروع إنسان                     | فوز     |
| 1988 | نفسه                        | أفضل فنان منفرد                | فوز     |
| 1989 | نفسه                        | أفضل فنان منفرد                | فوز     |
| 1990 | نفسه                        | أفضل فنان منفرد                | فوز     |
| 1991 | نفسه                        | أفضل فنان منفرد                | فوز     |
| 1992 | نفسه                        | أفضل فنان منفرد                | فوز     |
| 2005 | نفسه                        | أفضل فنان منفرد                | رُشِّح     |
| 2005 | نفسه                        | بطل العام                      | رُشِّح     |
| 2005 | نفسه                        | الرجل الأكثر جاذبية            | رُشِّح     |
| 2006 | موريسي: من وضع M في مانشستر | أفضل دي في دي موسيقي           | رُشِّح     |

جوائز PLUG

| Year | المرشّح / العمل                   | الجائزة                    | النتيجة |
| ---- | -------------------------------- | -------------------------- | ------- |
| 2006 | موريسي: من الذي وضع M في مانشستر | أفضل دي في دي موسيقي للسنة | رُشِّح     |

جوائز صناعة الحفلات بولستار

| Year | المرشّح / العمل | الجائزة                    | النتيجة | مرجع.   |
| ---- | -------------- | -------------------------- | ------- | ------- |
| 1987 | ذا سميثز       | جولة قاعة صغيرة لهذا العام | رُشِّح     | [ 486 ] |

جوائز كيو
| Year | المرشّح / العمل                    | الجائزة              | النتيجة |
| ---- | --------------------------------- | -------------------- | ------- |
| 1994 | نفسه                              | جائزة كاتب الأغاني Q | فوز     |
| 2004 | "الدم الأيرلندي، القلب الإنجليزي" | أفضل مسار            | رُشِّح     |

استطلاع جوائز روبر للموسيقى

| Year | المرشّح / العمل      | الجائزة        | النتيجة |
| ---- | ------------------- | -------------- | ------- |
| 2013 | "Satellite of Love" | أفضل نسخة غلاف | رُشِّح     |
| 2014 | نفسه                | عودة العام     | فوز     |

## الأفراد
الأعضاء الحاليون
- جيسي توبياس – غيتار (2004–حاضر)
- مات ووكر – طبول (2007–2020، 2024–حاضر)
- سولومون ووكر – باس (2007–2014، 2021، 2024–حاضر)
- كاميلا غراي – لوحات مفاتيح (2023–حاضر)
- كارمن فاندنبرغ – غيتار (2023–حاضر)

## ديسكغرفي

### السميثز
- السميثز (1984)
- اللحوم جريمة (1985)
- الملكة ميتة (1986)
- طرق غريبة، ها نحن قادمون (1987)

### منفرد
- فيفا هيت (1988)
- قتْل العم (1991)
- ترسانتك (1992)
- فوكسهول وأنا (1994)
- نحو القواعد النحو (1995)
- غير متكيف (1997)
- أنت المحجر (2004)
- زعيم المعذبين (2006)
- سنوات الرفض (2009)
- السلام العالمي ليس من شأنك (2014)
- منخفض في المدرسة الثانوية (2017)
- ابن كاليفورنيا (2019)
- أنا لست كلبًا على سلسلة (2020)
- بدون موسيقى العالم يموت (TBA)[487]
- محرقة المراهقين (غير مُصدر)

## منشورات

### منشورات موريسي
- دمى نيويورك. بقلم ستيفن باتريك موريسي.
  - مانشستر: بابيلون، 1981.
  - إعادة طبع. مانشستر: بابيلون، 1995. (ردمك 978-0-907188-50-6).
- جيمس دين لم يمت، مانشستر: بابيلون، 1983. (ردمك 978-0-907188-06-3). بقلم ستيفن باتريك موريسي.
- الخروج بابتسامة، مانشستر: بابيلون، 1998. (ردمك 978-0-907188-47-6). إصدار من 1000 نسخة. بقلم ستيفن باتريك موريسي.
- موريسي (2013). سيرة ذاتية. لندن: بنغوين كلاسيك. ISBN:978-0-14-139481-7..
- قائمة المفقودين. لندن: بنغوين، 2015. (ردمك 978-0-14-198296-0).

### منشورات بمساهمات موريسي
- مارك بولان: برية العقل. لندن: كسنادو، 1992. (ردمك 978-1-85480-155-5). من تأليف جون ويلانز وكارون توماس. مع مقدمة بقلم موريسي. عن مارك بولان.
- كوكني ريجيكت. جون بلاك، 2005. (ردمك 978-1-84454-881-1). من تأليف جيف تورنر وجاري بوشيل. مع تقديم بقلم موريسي. عن كوكني ريجيكتس.
- السيرة الذاتية: بوي، بولان والولد من بروكلين. نيويورك: هاربركولينز، 2007. (ردمك 978-0-00-722945-1). من تأليف توني فيسكونتي. مع تقديم بقلم موريسي.

## قراءة إضافية
- براون، لين، اجتماعات مع موريسي، أومنيبوس، 2008.
- كامبل، شون وكولتر، كولين، محرران، لماذا تدلل تعقيدات الحياة؟ مقالات عن الفرقة ذا سميثس، مطبعة جامعة مانشستر، 2010.
- ديفيرو، إيوان؛ ديلين، إيلين؛ و باور، مارتن جيه، محررون، موريسي: الجماهير، التمثيلات والهوية، كتب إنتلكت، 2011.
- غودارد، سيمون، موسيبيديا: الموسوعة عن موريسي والفرقة ذا سميثس، إبري بريس، 2009.
- غريكو، نيكولاس بي، فقط إذا كنت مهتماً حقاً: الشهرة، الجنس، الرغبة وعالم موريسي، ماكفارلاند وشركاه، 2011.
- هينغلي، مارتن؛ ليك، شينا؛ ليندغرين، آدم، "العلاقات التجارية بطريقة موريسي"، مجلة الطعام البريطانية، المجلد 110، العدد 1، الصفحات 128–143، 2008. دُوِي:10.1108/00070700810844821.
- هوبس، غافن، موريسي: حملة قلبه النازف، كونتينيوم، 2009.
- روغن، جوني، موريسي، نشر ذاتي، 2007.
- روغن، جوني، موريسي و مار: الحلف المقطوع، أومنيبوس، 1993.
- ستيرلينغ، ليندر، "نحن أفكاركم"، أعمال ليندا: 1976–2006، إصدارات جي آر بي، 2006.
- سورينسن، جيسبر، كل الأيام مثل الأحد، روزنكيلد، 2009.
- ورونزوف، إليزابيث، ، دراسة أحادية، كلية سيمونز للدراسات العليا في العلوم والفنون، فبراير 2009.

## روابط خارجية
- الموقع الرسمي لـ The Smiths
- موريسي على بي بي سي راديو 4's Desert Island Discs
- موريسي على موقع IMDb (الإنجليزية)
- موريسي على موقع الموسوعة البريطانية (الإنجليزية)
- موريسي على موقع ميوزك برينز (الإنجليزية)
- موريسي على موقع رولينغ ستون (الإنجليزية)
- موريسي على موقع إن إن دي بي (الإنجليزية)
- موريسي على موقع أول ميوزيك (الإنجليزية)
- موريسي على موقع أول ميوزيك (الإنجليزية)
- موريسي على موقع ديسكوغز (الإنجليزية)
- موريسي على موقع ديسكوغز (الإنجليزية)
- موريسي على موقع قاعدة بيانات الفيلم (الإنجليزية)